# Seznam medailistů ve veslování na mistrovství světa
Tento seznam uvádí přehled medailistů na mistrovství světa ve veslování které byly na programu světových šampionátů které pořádá Mezinárodní veslařská federace (FISA).

## Medailisté

### Skif
| Rok  | Místo            | Zlato                                   | Stříbro                             | Bronz                                            |
| ---- | ---------------- | --------------------------------------- | ----------------------------------- | ------------------------------------------------ |
| 1962 | Lucern           | Sovětský svaz Vjačeslav Ivanov          | Spojené království Stuart MacKenzie | USA Seymour Cromwell                             |
| 1966 | Bled             | USA Donald Spero                        | Nizozemsko Jan Wienese              | Západní Německo Jochen Meißner                   |
| 1970 | St. Catherines   | Argentina Alberto Demiddi               | Východní Německo Götz Draeger       | Československo Jaroslav Hellebrand               |
| 1974 | Lucern           | Východní Německo Wolfgang Hönig         | USA James Dietz                     | Sovětský svaz Nikolaj Dovgaň                     |
| 1975 | Nottingham       | Západní Německo Peter-Michael Kolbe     | Irsko Sean Drea                     | Východní Německo Martin Winter                   |
| 1976 | Villach          | závod nebyl na programu                 | závod nebyl na programu             | závod nebyl na programu                          |
| 1977 | Amsterdam        | Východní Německo Joachim Dreifke        | Finsko Pertti Karppinen             | Sovětský svaz Nikolaj Dovgaň                     |
| 1978 | Karapiro a Kodaň | Západní Německo Peter-Michael Kolbe     | Východní Německo Rüdiger Reiche     | Jugoslávie Milorad Stanulov                      |
| 1979 | Bled             | Finsko Pertti Karppinen                 | Západní Německo Peter-Michael Kolbe | Východní Německo Rüdiger Reiche                  |
| 1980 | Hazewinkel       | Západní Německo Christian-Georg Warlich | USA William Belden                  | Španělské království José Antonio Montosa Ortega |
| 1981 | Mnichov          | Západní Německo Peter-Michael Kolbe     | Východní Německo Rüdiger Reiche     | USA John Biglow                                  |
| 1982 | Lucern           | Východní Německo Rüdiger Reiche         | Sovětský svaz Vasilij Jakuša        | USA John Biglow                                  |
| 1983 | Duisburg         | Západní Německo Peter-Michael Kolbe     | Východní Německo Uwe Mund           | USA Christopher Wood                             |
| 1984 | Montréal         | závod nebyl na programu                 | závod nebyl na programu             | závod nebyl na programu                          |
| 1985 | Hazewinkel       | Finsko Pertti Karppinen                 | USA Andrew Sudduth                  | Západní Německo Peter-Michael Kolbe              |
| 1986 | Nottingham       | Západní Německo Peter-Michael Kolbe     | Finsko Pertti Karppinen             | Sovětský svaz Vasilij Jakuša                     |
| 1987 | Kodaň            | Východní Německo Thomas Lange           | Západní Německo Peter-Michael Kolbe | Finsko Pertti Karppinen                          |
| 1988 | Milán            | závod nebyl na programu                 | závod nebyl na programu             | závod nebyl na programu                          |
| 1989 | Bled             | Východní Německo Thomas Lange           | Československo Václav Chalupa       | Sovětský svaz Jüri Jaanson                       |
| 1990 | Lake Barrington  | Sovětský svaz Jüri Jaanson              | Československo Václav Chalupa       | Nový Zéland Eric Verdonk                         |
| 1991 | Vídeň            | Německo Thomas Lange                    | Československo Václav Chalupa       | Polsko Kajetan Broniewski                        |
| 1992 | Montréal         | závod nebyl na programu                 | závod nebyl na programu             | závod nebyl na programu                          |
| 1993 | Račice           | Kanada Derek Porter                     | Česko Václav Chalupa                | Německo Thomas Lange                             |
| 1994 | Indianapolis     | Německo André Willms                    | Švýcarsko Xeno Müller               | Slovinsko Iztok Čop                              |
| 1995 | Tampere          | Slovinsko Iztok Čop                     | Estonsko Jüri Jaanson               | Česko Václav Chalupa                             |
| 1996 | Motherwell       | závod nebyl na programu                 | závod nebyl na programu             | závod nebyl na programu                          |
| 1997 | Aiguebelette     | USA Jamie Koven                         | Německo André Willms                | Spojené království Greg Searle                   |
| 1998 | Kolín nad Rýnem  | Nový Zéland Rob Waddell                 | Švýcarsko Xeno Müller               | Česko Václav Chalupa                             |
| 1999 | Catharines       | Nový Zéland Rob Waddell                 | Švýcarsko Xeno Müller               | Kanada Derek Porter                              |
| 2000 | Záhřeb           | závod nebyl na programu                 | závod nebyl na programu             | závod nebyl na programu                          |
| 2001 | Lucern           | Norsko Olaf Tufte                       | Slovinsko Iztok Čop                 | Česko Václav Chalupa                             |
| 2002 | Sevilla          | Německo Marcel Hacker                   | Slovinsko Iztok Čop                 | Norsko Olaf Tufte                                |
| 2003 | Milán            | Norsko Olaf Tufte                       | Německo Marcel Hacker               | Slovinsko Iztok Čop                              |
| 2004 | Banyoles         | závod nebyl na programu                 | závod nebyl na programu             | závod nebyl na programu                          |
| 2005 | Kaizu            | Nový Zéland Mahé Drysdale               | Norsko Olaf Tufte                   | Česko Ondřej Synek                               |
| 2006 | Eton Lake        | Nový Zéland Mahé Drysdale               | Německo Marcel Hacker               | Česko Ondřej Synek                               |
| 2007 | Mnichov          | Nový Zéland Mahé Drysdale               | Česko Ondřej Synek                  | Norsko Olaf Tufte                                |
| 2008 | Ottensheim       | závod nebyl na programu                 | závod nebyl na programu             | závod nebyl na programu                          |
| 2009 | Poznaň           | Nový Zéland Mahé Drysdale               | Spojené království Alan Campbell    | Česko Ondřej Synek                               |
| 2010 | Karapiro         | Česko Ondřej Synek                      | Nový Zéland Mahé Drysdale           | Spojené království Alan Campbell                 |
| 2011 | Bled             | Nový Zéland Mahé Drysdale               | Česko Ondřej Synek                  | Spojené království Alan Campbell                 |
| 2012 | Plovdiv          | závod nebyl na programu                 | závod nebyl na programu             | závod nebyl na programu                          |
| 2013 | Čchungdžu        | Česko Ondřej Synek                      | Kuba Ángel Fournier                 | Německo Marcel Hacker                            |
| 2014 | Amsterdam        | Česko Ondřej Synek                      | Nový Zéland Mahé Drysdale           | Kuba Ángel Fournier                              |
| 2015 | Aiguebelette     | Česko Ondřej Synek                      | Nový Zéland Mahé Drysdale           | Litva Mindaugas Griškonis                        |
| 2016 | Rotterdam        | závod nebyl na programu                 | závod nebyl na programu             | závod nebyl na programu                          |
| 2017 | Sarasota         | Česko Ondřej Synek                      | Kuba Ángel Fournier                 | Spojené království Tom Barras                    |
| 2018 | Plovdiv          | Norsko Kjetil Borch                     | Česko Ondřej Synek                  | Litva Mindaugas Griškonis                        |
| 2019 | Ottensheim       | Německo Oliver Zeidler                  | Dánsko Sverri Sandberg Nielsen      | Norsko Kjetil Borch                              |
| 2021 | Šanghaj          | závod zrušen kvůli COVIDU               | závod zrušen kvůli COVIDU           | závod zrušen kvůli COVIDU                        |
| 2022 | Račice           | Německo Oliver Zeidler                  | Nizozemsko Melvin Twellaar          | Spojené království Graeme Thomas                 |
| 2023 | Bělehrad         | Německo Oliver Zeidler                  | Nizozemsko Simon van Dorp           | Nový Zéland Thomas Mackintosh                    |

### Skif lehkých vah
- poprvé na MS 1974

| Rok  | Místo            | Zlato                                            | Stříbro                             | Bronz                                            |
| ---- | ---------------- | ------------------------------------------------ | ----------------------------------- | ------------------------------------------------ |
| 1974 | Lucern           | USA William Belden                               | Nizozemsko Harald Punt              | Švýcarsko Reto Wyss                              |
| 1975 | Nottingham       | Švýcarsko Reto Wyss                              | Rakousko Raimund Haberl             | USA William Belden                               |
| 1976 | Villach          | Rakousko Raimund Haberl                          | Dánsko Morten Espersen              | Francie Roland Weill                             |
| 1977 | Amsterdam        | Švýcarsko Reto Wyss                              | Dánsko Morten Espersen              | USA Lawrence Klecatsky                           |
| 1978 | Karapiro a Kodaň | Španělské království José Antonio Montosa Ortega | Dánsko Morten Espersen              | USA William Belden                               |
| 1979 | Bled             | USA William Belden                               | Kanada Brian Thorne                 | Rakousko Raimund Haberl                          |
| 1980 | Hazewinkel       | Západní Německo Christian-Georg Warlich          | USA William Belden                  | Španělské království José Antonio Montosa Ortega |
| 1981 | Mnichov          | USA Scott Roop                                   | Rakousko Raimund Haberl             | Kanada Brian Thorne                              |
| 1982 | Lucern           | Rakousko Raimund Haberl                          | USA Scott Roop                      | Itálie Luca Migliaccio                           |
| 1983 | Duisburg         | Dánsko Bjarne Eltang                             | Spojené království John Melvin      | Západní Německo Gerd Naujoks                     |
| 1984 | Montréal         | Dánsko Bjarne Eltang                             | USA Paul Fuchs                      | Španělsko Ángel Viana Bravo                      |
| 1985 | Hazewinkel       | Itálie Ruggero Verroca                           | Rakousko Raimund Haberl             | USA Paul Fuchs                                   |
| 1986 | Nottingham       | Austrálie Peter Antonie                          | Dánsko Bjarne Eltang                | USA Glenn Florio                                 |
| 1987 | Kodaň            | Belgie Wim van Belleghem                         | Kanada David Wright                 | Itálie Ruggero Verroca                           |
| 1988 | Milán            | Západní Německo Alwin Otten                      | Nizozemsko Frans Göbel              | Itálie Ruggero Verroca                           |
| 1989 | Bled             | Nizozemsko Frans Göbel                           | Belgie Wim Van Belleghem            | Západní Německo Alwin Otten                      |
| 1990 | Lake Barrington  | Nizozemsko Frans Goebel                          | Belgie Wim Van Belleghem            | Norsko Per Sætersdal                             |
| 1991 | Vídeň            | Irsko Niall O’Toole                              | Německo Peter Uhrig                 | Belgie Wim van Belleghem                         |
| 1992 | Montréal         | Dánsko Jens Ernst Mohr                           | Nizozemsko Pepijn Aardewijn         | USA Brian Sweenor                                |
| 1993 | Račice           | Spojené království Peter Haining                 | Austrálie Stephen Hawkins           | Nizozemsko Pepijn Aardewijn                      |
| 1994 | Indianapolis     | Spojené království Peter Haining                 | Irsko Niall O’Toole                 | Dánsko Karsten Nielsen                           |
| 1995 | Tampere          | Spojené království Peter Haining                 | Česko Tomáš Kacovský                | Dánsko Anders Brems                              |
| 1996 | Motherwell       | Dánsko Karsten Nielsen                           | Česko Tomáš Kacovský                | Finsko Heikki Haavikko                           |
| 1997 | Aiguebelette     | Dánsko Karsten Nielsen                           | Švýcarsko Michael Bänninger         | Česko Tomáš Kacovský                             |
| 1998 | Kolín nad Rýnem  | Itálie Stefano Basalini                          | Česko Michal Vabroušek              | Dánsko Karsten Nielsen                           |
| 1999 | Catharines       | Dánsko Karsten Nielsen                           | Česko Michal Vabroušek              | Maďarsko Gergely Kokas                           |
| 2000 | Záhřeb           | Česko Michal Vabroušek                           | Irsko Sam Lynch                     | Slovensko Luboš Podstupka                        |
| 2001 | Lucern           | Irsko Sam Lynch                                  | Itálie Stefano Basalini             | Česko Michal Vabroušek                           |
| 2002 | Sevilla          | Irsko Sam Lynch                                  | Itálie Stefano Basalini             | USA Steve Tucker                                 |
| 2003 | Milán            | Itálie Stefano Basalini                          | Spojené království Tom Kay          | Německo Peter Ording                             |
| 2004 | Banyoles         | Německo Peter Ording                             | Švýcarsko Stephan Steiner           | Ukrajina Oleksandr Serdiuk                       |
| 2005 | Kaizu            | Řecko Vasileios Polymeros                        | Spojené království Zac Purchase     | Francie Fabrice Moreau                           |
| 2006 | Eton Lake        | Spojené království Zac Purchase                  | Španělsko Juan Zunzunegui Guimerans | Nový Zéland Duncan Grant                         |
| 2007 | Mnichov          | Nový Zéland Duncan Grant                         | Itálie Lorenzo Bertini              | Nizozemsko Jaap Schouten                         |
| 2008 | Ottensheim       | Nový Zéland Duncan Grant                         | Nizozemsko Jaap Schouten            | Řecko Ilias Pappas                               |
| 2009 | Poznaň           | Nový Zéland Duncan Grant                         | Řecko Vasileios Polymeros           | Dánsko Mads Rasmussen                            |
| 2010 | Karapiro         | Itálie Marcello Miani                            | Slovensko Lukáš Babač               | Maďarsko Peter Galambos                          |
| 2011 | Bled             | Dánsko Henrik Stephansen                         | Itálie Pietro Ruta                  | Nový Zéland Duncan Grant                         |
| 2012 | Plovdiv          | Dánsko Henrik Stephansen                         | Maďarsko Peter Galambos             | USA Andrew Campbell                              |
| 2013 | Čchungdžu        | Dánsko Henrik Stephansen                         | Francie Jérémie Azou                | Maďarsko Peter Galambos                          |
| 2014 | Amsterdam        | Itálie Marcello Miani                            | Německo Lars Hartig                 | Švýcarsko Michael Schmid                         |
| 2015 | Aiguebelette     | Nový Zéland Adam Ling                            | Slovinsko Rajko Hrvat               | Srbsko Miloš Stanojević                          |
| 2016 | Rotterdam        | Irsko Paul O'Donovan                             | Maďarsko Péter Galambos             | Slovensko Lukáš Babač                            |
| 2017 | Sarasota         | Irsko Paul O'Donovan                             | Nový Zéland Matthew Dunham          | Norsko Kristoffer Brun                           |
| 2018 | Plovdiv          | Německo Jason Osborne                            | Švýcarsko Michael Schmid            | USA Andrew Campbell                              |
| 2019 | Ottensheim       | Itálie Martino Goretti                           | Maďarsko Péter Galambos             | Austrálie Sean Murphy                            |
| 2021 | Šanghaj          | závod zrušen kvůli COVIDU                        | závod zrušen kvůli COVIDU           | závod zrušen kvůli COVIDU                        |
| 2022 | Račice           | Itálie Gabriel Soares                            | Řecko Antonios Papakonstantinou     | Slovinsko Rajko Hrvat                            |
| 2023 | Bělehrad         | Švýcarsko Andri Struzina                         | Itálie Niels Torre                  | Polsko Artur Mikołajczewski                      |

### Dvojskif
| Rok  | Místo            | Zlato                                                   | Stříbro                                                   | Bronz                                                |
| ---- | ---------------- | ------------------------------------------------------- | --------------------------------------------------------- | ---------------------------------------------------- |
| 1962 | Lucern           | Francie René Duhamel Bernard Monnereau                  | Sovětský svaz Oleg Ťurin Boris Dubrovskij                 | Německo Josef Steffes-Mies Jost Krause-Wichmann      |
| 1966 | Bled             | Švýcarsko Melchior Bürgin Martin Studach                | USA Seymour Cromwell James Storm                          | Východní Německo Manfred Haake Jochen Brückhändler   |
| 1970 | St. Catherines   | Dánsko Jørgen Engelbrecht Niels Secher                  | Východní Německo Hans-Ulrich Schmied Joachim Böhmer       | USA John Van Blom Thomas McKibbon                    |
| 1974 | Lucern           | Východní Německo Christof Kreuziger Hans-Ulrich Schmied | Norsko Alf John Hansen Frank Hansen                       | Spojené království Christopher Baillieu Michael Hart |
| 1975 | Nottingham       | Norsko Alf John Hansen Frank Hansen                     | Východní Německo Joachim Dreifke Jürgen Bertow            | Spojené království Christopher Baillieu Michael Hart |
| 1976 | Villach          | závod nebyl na programu                                 | závod nebyl na programu                                   | závod nebyl na programu                              |
| 1977 | Amsterdam        | Spojené království Christopher Baillieu Michael Hart    | Východní Německo Rüdiger Reiche Hans-Ulrich Schmied       | Sovětský svaz Jevgenij Čornyj Gennadij Koršikov      |
| 1978 | Karapiro a Kodaň | Norsko Frank Hansen Alf John Hansen                     | Spojené království Christopher Baillieu Michael Hart      | Švýcarsko Bruno Saile Jürg Weitnauer                 |
| 1979 | Bled             | Norsko Frank Hansen Alf Hansen                          | Československo Zdeněk Pecka Václav Vochoska               | Východní Německo Uwe Heppner Martin Winter           |
| 1980 | Hazewinkel       | Itálie FRAsco Esposito Ruggero Verroca                  | USA Scott Roop Lawrence Klecatsky                         | Švýcarsko Kurt Steiner Reto Wyss                     |
| 1981 | Mnichov          | Východní Německo Klaus Kröppelien Joachim Dreifke       | Finsko Reima Karppinen Pertti Karppinen                   | Norsko Rolf Thorsen Alf Hansen                       |
| 1982 | Lucern           | Norsko Rolf Thorsen Alf John Hansen                     | Východní Německo Klaus Kröppelien Joachim Dreifke         | Československo Zdeněk Pecka Václav Vochoska          |
| 1983 | Duisburg         | Východní Německo Thomas Lange Uwe Heppner               | Norsko Rolf Thorsen Alf Hansen                            | Západní Německo Andreas Schmelz Georg Agrikola       |
| 1984 | Montréal         | Itálie FRAsco Esposito Ruggero Verroca                  | Západní Německo Hartmut Schäfer Roland Ehrenfels          | Dánsko Morten Espersen Leif Kruse                    |
| 1985 | Hazewinkel       | Východní Německo Thomas Lange Uwe Heppner               | Sovětský svaz Nikolaj Čuprina Jurij Zelikovič             | Švýcarsko Jürg Weitnauer Urs Steinemann              |
| 1986 | Nottingham       | Itálie Alberto Belgeri Igor Pescialli                   | Bulharská lidová republika Čavdar Radev Dimitar Kamburski | Východní Německo Andreas Hajek Uwe Heppner           |
| 1987 | Kodaň            | Bulharská lidová republika Danail Jordanov Vasil Radev  | Západní Německo Andreas Schmelz Ralf Thienel              | Východní Německo Uwe Sägling Uwe Heppner             |
| 1988 | Milán            | Itálie Enrico Gandola FRAsco Esposito                   | Západní Německo Hartmut Schäfer Roland Ehrenfels          | Nizozemsko Theo Nieuweboer Jan van Bekkum            |
| 1989 | Bled             | Norsko Rolf Thorsen Lars Bjønness                       | Nizozemsko Ronald Florijn Nico Rienks                     | Rakousko Christoph Zerbst Arnold Jonke               |
| 1990 | Lake Barrington  | Rakousko Arnold Jonke Christoph Zerbst                  | Východní Německo Thomas Lange Stefan Ullrich              | Austrálie Peter Antonie Paul Reedy                   |
| 1991 | Vídeň            | Nizozemsko Nico Rienks Henk-Jan Zwolle                  | Sovětský svaz Ugis Lasmanis Leonid Šapošnykov             | Německo Oliver Grüner André Steiner                  |
| 1992 | Montréal         | Austrálie Bruce Hick Gary Lynagh                        | Rakousko Walter Rantasa Christoph Schmölzer               | Švýcarsko Markus Gier Michael Gier                   |
| 1993 | Račice           | Francie Samuel Barathay Yves Lamarque                   | Norsko Lars Bjønness Rolf Thorsen                         | Německo Christian Händle Peter Uhrig                 |
| 1994 | Indianapolis     | Norsko Lars Bjønness Rolf Thorsen                       | Německo Christian Händle Peter Uhrig                      | Francie Samuel Barathay Yves Lamarque                |
| 1995 | Tampere          | Dánsko Lars Christensen Martin Hansen Haldbo            | Německo André Steiner Stephan Volkert                     | Norsko Steffen Størseth Kjetil Undset                |
| 1996 | Motherwell       | závod nebyl na programu                                 | závod nebyl na programu                                   | závod nebyl na programu                              |
| 1997 | Aiguebelette     | Německo Andreas Hajek Stephan Volkert                   | Norsko Steffen Størseth Kjetil Undset                     | Austrálie Duncan Free Marcus Free                    |
| 1998 | Kolín nad Rýnem  | Německo Andreas Hajek Stephan Volkert                   | Norsko Steffen Størseth Kjetil Undset                     | Polsko Marek Kolbowicz Adam Korol                    |
| 1999 | Catharines       | Slovinsko Iztok Čop Luka Špik                           | Německo Sebastian Mayer Stefan Roehnert                   | Norsko Fredrik Bekken Olaf Tufte                     |
| 2000 | Záhřeb           | závod nebyl na programu                                 | závod nebyl na programu                                   | závod nebyl na programu                              |
| 2001 | Lucern           | Maďarsko Akos Haller Tibor Peto                         | Francie Adrien Hardy Sébastien Vieilledent                | Itálie Rossano Galtarossa Alessio Sartori            |
| 2002 | Sevilla          | Maďarsko Akos Haller Tibor Peto                         | Itálie Agostino Abbagnale Franco Berra                    | Německo André Willms Andreas Hajek                   |
| 2003 | Milán            | Francie Sébastien Vieilledent Adrien Hardy              | Itálie Rossano Galtarossa Alessio Sartori                 | Česko Milan Doleček ml. Ondřej Synek                 |
| 2004 | Banyoles         | závod nebyl na programu                                 | závod nebyl na programu                                   | závod nebyl na programu                              |
| 2005 | Kaizu            | Slovinsko Luka Špik Iztok Čop                           | Itálie Federico Gattinoni Luca Ghezzi                     | Německo Christian Schreiber Rene Burmeister          |
| 2006 | Eton Lake        | Francie Jean-Baptiste Macquet Adrien Hardy              | Slovinsko Luka Špik Iztok Čop                             | Spojené království Matthew Wells Stephen Rowbotham   |
| 2007 | Mnichov          | Slovinsko Luka Špik Iztok Čop                           | Francie Jean-Baptiste Macquet Adrien Hardy                | Estonsko Tõnu Endrekson Jüri Jaanson                 |
| 2008 | Ottensheim       | závod nebyl na programu                                 | závod nebyl na programu                                   | závod nebyl na programu                              |
| 2009 | Poznaň           | Německo Eric Knittel Stephan Krueger                    | Francie Julien Bahain Cedric Berrest                      | Estonsko Allar Raja Kaspar Taimsoo                   |
| 2010 | Karapiro         | Nový Zéland Nathan Cohen Joseph Sullivan                | Spojené království Matthew Wells Marcus Bateman           | Francie Cedric Berrest Julien Bahain                 |
| 2011 | Bled             | Nový Zéland Nathan Cohen Joseph Sullivan                | Německo Hans Gruhne Stephan Krüger                        | Francie Cédric Berrest Julien Bahain                 |
| 2012 | Plovdiv          | závod nebyl na programu                                 | závod nebyl na programu                                   | závod nebyl na programu                              |
| 2013 | Čchungdžu        | Norsko Nils Jakob Hoff Kjetil Borch                     | Litva Rolandas Maščinskas Saulius Ritter                  | Itálie FRAsco Fossi Romano Battisti                  |
| 2014 | Amsterdam        | Chorvatsko Martin Sinković Valent Sinković              | Itálie Romano Battisti FRAsco Fossi                       | Austrálie James McRae Alexander Belonogoff           |
| 2015 | Aiguebelette     | Chorvatsko Martin Sinković Valent Sinković              | Litva Rolandas Mascinskas Saulius Ritter                  | Nový Zéland Robert Manson Christopher Harris         |
| 2016 | Rotterdam        | závod nebyl na programu                                 | závod nebyl na programu                                   | závod nebyl na programu                              |
| 2017 | Sarasota         | Nový Zéland John Storey Chris Harris                    | Polsko Mirosław Ziętarski Mateusz Biskup                  | Itálie Filippo Mondelli Luca Rambaldi                |
| 2018 | Plovdiv          | Francie Hugo Boucheron Matthieu Androdias               | Švýcarsko Barnabé Delarze Roman Röösli                    | Nový Zéland John Storey Chris Harris                 |
| 2019 | Ottensheim       | Čína Liu Zhiyu Zhang Liang                              | Irsko Philip Doyle Ronan Byrne                            | Polsko Mirosław Ziętarski Mateusz Biskup             |
| 2021 | Šanghaj          | závod zrušen kvůli COVIDU                               | závod zrušen kvůli COVIDU                                 | závod zrušen kvůli COVIDU                            |
| 2022 | Račice           | Francie Hugo Boucheron Matthieu Androdias               | Španělsko Aleix García Rodrigo Conde                      | Austrálie David Bartholot Caleb Antill               |
| 2023 | Bělehrad         | Nizozemsko Melvin Twellaar Stef Broenink                | Chorvatsko Martin Sinković Valent Sinković                | Irsko Daire Lynch Philip Doyle                       |

### Dvojskif lehkých vah
- poprvé na MS 1978

| Rok  | Místo            | Zlato                                         | Stříbro                                                    | Bronz                                              |
| ---- | ---------------- | --------------------------------------------- | ---------------------------------------------------------- | -------------------------------------------------- |
| 1978 | Karapiro a Kodaň | Norsko Pal Boernick Arne Gilje                | Nizozemsko Roel Michels Ed Maan                            | USA Stan Depman Fred Duling                        |
| 1979 | Bled             | Norsko Arne Gilje Pal Boernick                | Nizozemsko Harald Punt Roel Michels                        | Itálie Mauro Torta Romano Uberti                   |
| 1980 | Hazewinkel       | Itálie FRAsco Esposito Ruggero Verroca        | USA Scott Roop Lawrence Klecatsky                          | Švýcarsko Kurt Steiner Reto Wyss                   |
| 1981 | Mnichov          | Itálie FRAsco Esposito Ruggero Verroca        | USA Paul Fuchs William Belden                              | Dánsko Leif Kruse Bjarne Eltang                    |
| 1982 | Lucern           | Itálie FRAsco Esposito Ruggero Verroca        | USA Paul Fuchs William Belden                              | Švýcarsko Kurt Steiner Pius Z’Rotz                 |
| 1983 | Duisburg         | Itálie FRAsco Esposito Ruggero Verroca        | Francie Luc Crispon Thierry Renault                        | Švýcarsko Roland Rosset Pius Z’Rotz                |
| 1984 | Montréal         | Itálie FRAsco Esposito Ruggero Verroca        | Západní Německo Hartmut Schäfer Roland Ehrenfels           | Dánsko Morten Espersen Leif Kruse                  |
| 1985 | Hazewinkel       | Francie Luc Crispon Thierry Renault           | Itálie Carlo Gaddi FRAsco Esposito                         | Západní Německo Hartmut Schäfer Roland Ehrenfels   |
| 1986 | Nottingham       | Spojené království Carl Smith Allan Whitwell  | Francie Luc Crispon Thierry Renault                        | Kanada Rob Haag Cam Harvey                         |
| 1987 | Kodaň            | Itálie Enrico Gandola Giovanni Calabrese      | Francie Luc Crispon Thierry Renault                        | Spojené království Allan Whitwell Carl Smith       |
| 1988 | Milán            | Itálie Enrico Gandola FRAsco Esposito         | Západní Německo Hartmut Schäfer Roland Ehrenfels           | Nizozemsko Theo Nieuweboer Jan van Bekkum          |
| 1989 | Bled             | Rakousko Christoph Schmoelzer Walter Rantasa  | Španělsko Jose Maria De Marco Perez Fernando Climet Huerta | Československo Petr Kovač Tibor Groeppel           |
| 1990 | Lake Barrington  | USA Robert Dreher Stephen Peterson            | Západní Německo Karsten Krueger Peter Müller               | Rakousko Walter Rantasa Christoph Schmoelzer       |
| 1991 | Vídeň            | Německo Michael Buchheit Kai von Warburg      | Rakousko Walter Rantasa Christoph Schmölzer                | Nizozemsko Jan van Bekkum Daan Boddeke             |
| 1992 | Montréal         | závod nebyl na programu                       | závod nebyl na programu                                    | závod nebyl na programu                            |
| 1993 | Račice           | Austrálie Bruce Hick Gary Lynagh              | Švýcarsko Markus Gier Michael Gier                         | Itálie FRAsco Esposito Paolo Pittino               |
| 1994 | Indianapolis     | Itálie Michelangelo Crispi FRAsco Esposito    | Nový Zéland Robbie Hamill Mike Rodger                      | Švýcarsko Markus Gier Michael Gier                 |
| 1995 | Tampere          | Švýcarsko Markus Gier Michael Gier            | Švédsko Anders Christensson Mattias Tichy                  | Austrálie Anthony Edwards Bruce Hick               |
| 1996 | Motherwell       | závod nebyl na programu                       | závod nebyl na programu                                    | závod nebyl na programu                            |
| 1997 | Aiguebelette     | Polsko Tomasz Kucharski Robert Sycz           | Itálie Michelangelo Crispi Leonardo Pettinari              | Německo Ingo Euler Bernhard Rühling                |
| 1998 | Kolín nad Rýnem  | Polsko Tomasz Kucharski Robert Sycz           | Itálie Michelangelo Crispi Leonardo Pettinari              | Švýcarsko Markus Gier Michael Gier                 |
| 1999 | Catharines       | Itálie Michelangelo Crispi Leonardo Pettinari | Austrálie Bruce Hick Hamish Karrasch                       | Německo Ingo Euler Bernhard Ruehling               |
| 2000 | Záhřeb           | závod nebyl na programu                       | závod nebyl na programu                                    | závod nebyl na programu                            |
| 2001 | Lucern           | Itálie Elia Luini Leonardo Pettinari          | Polsko Tomasz Kucharski Robert Sycz                        | Francie Fabrice Moreau Thibaud Chapelle            |
| 2002 | Sevilla          | Itálie Elia Luini Leonardo Pettinari          | Polsko Tomasz Kucharski Robert Sycz                        | Dánsko Mads Rasmussen Rasmus Quist                 |
| 2003 | Milán            | Itálie Elia Luini Leonardo Pettinari          | Polsko Tomasz Kucharski Robert Sycz                        | Irsko Sam Lynch Gearoid Towey                      |
| 2004 | Banyoles         | závod nebyl na programu                       | závod nebyl na programu                                    | závod nebyl na programu                            |
| 2005 | Kaizu            | Maďarsko Zsolt Hirling Tamás Varga            | Dánsko Mads Rasmussen Rasmus Quist                         | Polsko Paweł Randa Robert Sycz                     |
| 2006 | Eton Lake        | Dánsko Mads Rasmussen Rasmus Quist            | Itálie Marcello Miani Elia Luini                           | Francie Fabrice Moreau Frederic Dufour             |
| 2007 | Mnichov          | Dánsko Mads Rasmussen Rasmus Quist            | Řecko Dimitrios Mougios Vasileios Polymeros                | Spojené království Zac Purchase Mark Hunter        |
| 2008 | Ottensheim       | závod nebyl na programu                       | závod nebyl na programu                                    | závod nebyl na programu                            |
| 2009 | Poznaň           | Nový Zéland Storm Uru Peter Taylor            | Francie Jeremie Azou Frédéric Dufour                       | Itálie Marcello Miani Elia Luini                   |
| 2010 | Karapiro         | Spojené království Zac Purchase Mark Hunter   | Itálie Lorenzo Bertini Elia Luini                          | Nový Zéland Storm Uru Peter Taylor                 |
| 2011 | Bled             | Spojené království Zac Purchase Mark Hunter   | Nový Zéland Storm Uru Peter Taylor                         | Itálie Lorenzo Bertini Elia Luini                  |
| 2012 | Plovdiv          | závod nebyl na programu                       | závod nebyl na programu                                    | závod nebyl na programu                            |
| 2013 | Čchungdžu        | Norsko Kristoffer Brun Are Strandli           | Švýcarsko Simon Schuerch Mario Gyr                         | Spojené království Richard Chambers Peter Chambers |
| 2014 | Amsterdam        | Jižní Afrika James Thompson John Smith        | Francie Stany Delayre Jérémie Azou                         | Norsko Kristoffer Brun Are Strandli                |
| 2015 | Aiguebelette     | Francie Stany Delayre Jérémie Azou            | Spojené království Will Fletcher Richard Chambers          | Norsko Kristoffer Brun Are Strandli                |
| 2016 | Rotterdam        | závod nebyl na programu                       | závod nebyl na programu                                    | závod nebyl na programu                            |
| 2017 | Sarasota         | Francie Pierre Houin Jérémie Azou             | Itálie Stefano Oppo Pietro Ruta                            | Čína Sun Man Fan Junjie                            |
| 2018 | Plovdiv          | Irsko Gary O'Donovan Paul O'Donovan           | Itálie Stefano Oppo Pietro Ruta                            | Belgie Tim Brys Niels Van Zandweghe                |
| 2019 | Ottensheim       | Irsko Fintan McCarthy Paul O'Donovan          | Itálie Stefano Oppo Pietro Ruta                            | Německo Jonathan Rommelmann Jason Osborne          |
| 2021 | Šanghaj          | závod zrušen kvůli COVIDU                     | závod zrušen kvůli COVIDU                                  | závod zrušen kvůli COVIDU                          |
| 2022 | Račice           | Irsko Fintan McCarthy Paul O'Donovan          | Itálie Pietro Ruta Stefano Oppo                            | Ukrajina Stanislav Kovalov Ihor Khmara             |
| 2023 | Bělehrad         | Irsko Fintan McCarthy Paul O'Donovan          | Švýcarsko Jan Schäuble Raphaël Ahumada                     | Itálie Stefano Oppo Gabriel Soares                 |

### Párová čtyřka
- poprvé na MS 1974

| Rok  | Místo            | Zlato                                                                                  | Stříbro                                                                                   | Bronz                                                                                   |
| ---- | ---------------- | -------------------------------------------------------------------------------------- | ----------------------------------------------------------------------------------------- | --------------------------------------------------------------------------------------- |
| 1974 | Lucern           | Východní Německo Joachim Dreifke Götz Draeger Rüdiger Reiche Jürgen Bertow             | Sovětský svaz Mustafajev Kochel Jurij Jakimov Gennadij Koršikov                           | Československo Filip Koudela Zdeněk Pecka Miroslav Laholík Jaroslav Hellebrand          |
| 1975 | Nottingham       | Východní Německo Stefan Weiße Wolfgang Güldenpfennig Wolfgang Hönig Christof Kreuziger | Československo Filip Koudela Zdeněk Pecka Václav Vochoska Jaroslav Hellebrand             | Sovětský svaz Vytautas Butkus Jurij Jakimov Aivars Lazdenieks Jevgenij Dulejev          |
| 1976 | Villach          | závod nebyl na programu                                                                | závod nebyl na programu                                                                   | závod nebyl na programu                                                                 |
| 1977 | Amsterdam        | Východní Německo Frank Dundr Martin Winter Karl-Heinz Bußert Wolfgang Güldenpfennig    | Československo Karel Černý Filip Koudela Zdeněk Pecka Václav Vochoska                     | Bulharská lidová republika Christo Jelev Ljubomir Petrov Bogdan Dobrev Eftim Stojanov   |
| 1978 | Karapiro a Kodaň | Východní Německo Joachim Dreifke Karl-Heinz Bußert Martin Winter Frank Dundr           | Francie Christian Marquis Jean-Raymond Peltier Roland Thibaut Roland Weill                | Západní Německo Dieter Wiedenmann Albert Hedderich Raimund Hörmann Michael Dürsch       |
| 1979 | Bled             | Východní Německo Peter Kersten Klaus Kröppelien Karl-Heinz Bussert Joachim Dreifke     | Západní Německo Albert Hedderich Raimund Hörmann Dieter Wiedenmann Michael Dürsch         | Francie Christian Marquis Jean-Raymond Peltier Charles Imbert Roland Weill              |
| 1980 | Hazewinkel       | závod nebyl na programu                                                                | závod nebyl na programu                                                                   | závod nebyl na programu                                                                 |
| 1981 | Mnichov          | Východní Německo Peter Kersten Karl-Heinz Bussert Uwe Heppner Martin Winter            | Sovětský svaz Igor Jarkov Sergej Ševčenko Vladimir Koldyškin Alexandr Zdravomyslov        | Francie Denis Gaté Jean-Raymond Peltier Charles Imbert Marc Boudoux                     |
| 1982 | Lucern           | Východní Německo Karl-Heinz Bußert Uwe Mund Uwe Heppner Martin Winter                  | Západní Německo Albert Hedderich Raimund Hörmann Dieter Wiedenmann Michael Dürsch         | Sovětský svaz Viktor Rudakovič Vladimir Koldyškin Alexandr Zdravomyslov Valerij Klešňov |
| 1983 | Duisburg         | Západní Německo Albert Hedderich Raimund Hörmann Dieter Wiedenmann Michael Dürsch      | Východní Německo Karl-Heinz Bussert Martin Winter Rüdiger Reiche Joachim Dreifke          | Itálie Piero Poli Renato Gaeta Antonio Dell’Aquila Stefano Lari                         |
| 1984 | Montréal         | závod nebyl na programu                                                                | závod nebyl na programu                                                                   | závod nebyl na programu                                                                 |
| 1985 | Hazewinkel       | Kanada Doug Hamilton Robert Mills Paul Douma Melvin Laforme                            | Východní Německo Jens Köppen Rüdiger Reiche Uwe Sägling Karl-Heinz Bussert                | Československo Jan Vochoska Zdeněk Bureš Miloš Zářecký Jaroslav Švrček                  |
| 1986 | Nottingham       | Sovětský svaz Valerij Dosenko Sergej Kinjakin Michail Ivanov Igor Kotko                | Polsko Waldemar Wojda Mirosław Mruk Sławomir Cieślakowski Andżej Kżepiński                | Kanada Doug Hamilton obert Mills Paul Douma Melvin LaForme                              |
| 1987 | Kodaň            | Sovětský svaz Valerij Dosenko Sergej Kinjakin Michail Ivanov Igor Kotko                | Norsko Vetle Vinje Lars Bjønness Rolf Thorsen Alf John Hansen                             | Kanada Doug Hamilton Robert Mills Paul Douma Melvin LaForme                             |
| 1988 | Milán            | závod nebyl na programu                                                                | závod nebyl na programu                                                                   | závod nebyl na programu                                                                 |
| 1989 | Bled             | Nizozemsko Hans Kelderman Koos Maasdijk Herman van den Eerenbeemt Ruger Arisz          | Itálie Gianluca Farina Filippo Soffici Davide Tizzano Giovanni Calabrese                  | Švédsko Per-Olof Claeson David Svensson Tommy Oesterlund Fredrik Hulten                 |
| 1990 | Lake Barrington  | Sovětský svaz Valerij Dosenko Sergej Kinjakin Nikolaj Čuprina Girts Vilks              | Švýcarsko Ueli Bodenmann Marc-Sven Nater Alexander Ruckstuhl Beat Schwerzmann             | Itálie Alessandro Corona Gianluca Farina Massimo Paradiso Filippo Soffici               |
| 1991 | Vídeň            | Sovětský svaz Valerij Dosenko Sergej Kinjakin Nikolaj Čuprina Girts Vilks              | Itálie Alessandro Corona Gianluca Farina Massimo Paradiso Filippo Soffici                 | Nizozemsko Rutger Arisz Koos Maasdijk Hans Keldermann Ronald Florijn                    |
| 1992 | Montréal         | Itálie Michelangelo Crispi FRAsco Esposito Massimo Lana Massimo Guglielmi              | Švédsko Joakim Brischewski Bo Ekros Lars-Johan Flodin Per Lundberg                        | Německo Stephan Fahrig Klaus Götte Rene Höhn Bernhard Rühling                           |
| 1993 | Račice           | Německo Andreas Hajek André Steiner Stephan Volkert André Willms                       | Ukrajina Olexander Martschenko Leonid Schaposchnykow Mykola Tschupryna Olexander Saskalko | Itálie Alessandro Corona Gianluca Farina Rossano Galtarossa Massimo Paradiso            |
| 1994 | Indianapolis     | Itálie Alessandro Corona Rossano Galtarossa Massimo Paradiso Alessio Sartori           | Ukrajina Oleksandr Marchenko Leonid Shaposhnykov Mykola Chupryna Oleksandr Zaskalko       | Německo Andreas Hajek André Steiner Stephan Volkert Torsten Weishaupt                   |
| 1995 | Tampere          | Itálie Alessandro Corona Rossano Galtarossa Massimo Paradiso Alessio Sartori           | Německo Marco Geisler Andreas Hajek Marko Schwalbe André Willms                           | Argentina Santiago Fernández Sergio Fernández González Rubén Knulst Guillermo Pfaab     |
| 1996 | Motherwell       | závod nebyl na programu                                                                | závod nebyl na programu                                                                   | závod nebyl na programu                                                                 |
| 1997 | Aiguebelette     | Itálie Agostino Abbagnale Giovanni Calabrese Alessandro Corona Rossano Galtarossa      | Německo Jens Burow Marco Geisler Marcel Hacker Stefan Röhnert                             | Ukrajina Oleg Lykov Oleksandr Marčenko Leonid Šapošnykov Oleksandr Zaskalko             |
| 1998 | Kolín nad Rýnem  | Itálie Agostino Abbagnale Alessandro Corona Rossano Galtarossa Alessio Sartori         | Německo Marco Geisler Marcel Hacker Sebastian Mayer Stefan Roehnert                       | Rakousko Raphael Hartl Norbert Lambing Andreas Nader Horst Nussbaumer                   |
| 1999 | Catharines       | Německo Marco Geisler Andreas Hajek Stephan Volkert André Willms                       | Ukrajina Oleg Lykov Oleksandr Marčenko Leonid Šapošnykov Oleksandr Zaskalko               | Austrálie Jason Day Duncan Free Peter Hardcastle Stuart Reside                          |
| 2000 | Záhřeb           | závod nebyl na programu                                                                | závod nebyl na programu                                                                   | závod nebyl na programu                                                                 |
| 2001 | Lucern           | Německo Christian Schreiber André Willms Marco Geisler Andreas Hajek                   | Nizozemsko Geert Cirkel Dirk Lippits Diederik Simon Michiel Bartman                       | Itálie Nicola Sartori Mattia Righetti Franco Berra Simone Raineri                       |
| 2002 | Sevilla          | Německo Rene Bertram Stephan Volkert Marco Geisler Robert Sens                         | Polsko Adam Bronikowski Marek Kolbowicz Slawomir Kruszkowski Adam Korol                   | Itálie Mattia Righetti Marco Ragazzi Rossano Galtarossa Simone Raineri                  |
| 2003 | Milán            | Německo André Willms Stephan Volkert Marco Geisler Robert Sens                         | Česko David Kopřiva Petr Vitásek Jakub Hanák David Jirka                                  | Polsko Adam Bronikowski Marek Kolbowicz Slawomir Kruszkowski Adam Korol                 |
| 2004 | Banyoles         | závod nebyl na programu                                                                | závod nebyl na programu                                                                   | závod nebyl na programu                                                                 |
| 2005 | Kaizu            | Polsko Konrad Wasielewski Marek Kolbowicz Michał Jeliński Adam Korol                   | Slovinsko Matej Prelog Davor Mizerit Luka Špik Iztok Čop                                  | Estonsko Jüri Jaanson Leonid Gulov Tõnu Endrekson Andrei Jämsä                          |
| 2006 | Eton Lake        | Polsko Konrad Wasielewski Marek Kolbowicz Michał Jeliński Adam Korol                   | Ukrajina Volodymyr Pavlovskyi Dmytro Prokopenko Sergiy Biloushchenko Sergiy Gryn          | Estonsko Allar Raja Igor Kuzmin Tõnu Endrekson Andrei Jämsä                             |
| 2007 | Mnichov          | Polsko Konrad Wasielewski Marek Kolbowicz Michał Jeliński Adam Korol                   | Francie Jean-David Bernard Cédric Berrest Jonathan Coeffic Julien Bahain                  | Německo Rene Bertram Karsten Brodowski Hans Gruhne Robert Sens                          |
| 2008 | Ottensheim       | závod nebyl na programu                                                                | závod nebyl na programu                                                                   | závod nebyl na programu                                                                 |
| 2009 | Poznaň           | Polsko Konrad Wasielewski Marek Kolbowicz Michał Jeliński Adam Korol                   | Austrálie Nick Hudson Jarred Bidwell David Crawshay Daniel Noonan                         | Německo Tim Grohmann Karsten Brodowski Marcel Hacker Tim Bartels                        |
| 2010 | Karapiro         | Chorvatsko David Šain Martin Sinković Damir Martin Valent Sinković                     | Itálie Luca Agamennoni Simone Venier Matteo Stefanini Simone Raineri                      | Austrálie Karsten Forsterling David Crawshay James McRae Daniel Noonan                  |
| 2011 | Bled             | Austrálie Chris Morgan James McRae Karsten Forsterling Daniel Noonan                   | Německo Karl Schulze Philipp Wende Lauritz Schoof Tim Grohmann                            | Chorvatsko David Šain Martin Sinković Damir Martin Valent Sinković                      |
| 2012 | Plovdiv          | závod nebyl na programu                                                                | závod nebyl na programu                                                                   | závod nebyl na programu                                                                 |
| 2013 | Čchungdžu        | Chorvatsko David Šain Martin Sinković Damir Martin Valent Sinković                     | Německo Karl Schulze Paul Heinrich Lauritz Schoof Tim Grohmann                            | Spojené království Graeme Thomas Sam Townsend Charles Cousins Peter Lambert             |
| 2014 | Amsterdam        | Ukrajina Dmytro Michaj Artem Morozov Olexandr Nadtoka Ivan Dovgodko                    | Spojené království Graeme Thomas Sam Townsend Charles Cousins Peter Lambert               | Německo Karl Schulze Tim Grohmann Kai Fuhrmann Philipp Wende                            |
| 2015 | Aiguebelette     | Německo Philipp Wende Karl Schulze Lauritz Schoof Hans Gruhne                          | Austrálie David Crawshay Karsten Forsterling Cameron Girdlestone David Watts              | Estonsko Andrei Jamsa Allar Raja Tonu Endrekson Kaspar Taimsoo                          |
| 2016 | Rotterdam        | závod nebyl na programu                                                                | závod nebyl na programu                                                                   | závod nebyl na programu                                                                 |
| 2017 | Sarasota         | Litva Dovydas Nemeravičius Martynas Džiaugys Rolandas Maščinskas Aurimas Adomavičius   | Spojené království Jack Beaumont Jonathan Walton John Collins Graeme Thomas               | Estonsko Kaur Kuslap Allar Raja Tõnu Endrekson Kaspar Taimsoo                           |
| 2018 | Plovdiv          | Itálie Filippo Mondelli Andrea Panizza Luca Rambaldi Giacomo Gentili                   | Austrálie Caleb Antill Campbell Watts Alexander Purnell David Watts                       | Ukrajina Dmytro Mikhay Serhiy Hryn Oleksandr Nadtoka Ivan Dovhodko                      |
| 2019 | Ottensheim       | Nizozemsko Dirk Uittenbogaard Abe Wiersma Tone Wieten Koen Metsemakers                 | Polsko Dominik Czaja Wiktor Chabel Szymon Pośnik Fabian Barański                          | Itálie Filippo Mondelli Andrea Panizza Luca Rambaldi Giacomo Gentili                    |
| 2021 | Šanghaj          | závod zrušen kvůli COVIDU                                                              | závod zrušen kvůli COVIDU                                                                 | závod zrušen kvůli COVIDU                                                               |
| 2022 | Račice           | Polsko Dominik Czaja Mateusz Biskup Mirosław Ziętarski Fabian Barański                 | Spojené království Harry Leask George Bourne Matthew Haywood Tom Barras                   | Itálie Nicolò Carucci Andrea Panizza Luca Chiumento Giacomo Gentili                     |
| 2023 | Bělehrad         | Nizozemsko Lennart van Lierop Finn Florijn Tone Wieten Koen Metsemakers                | Itálie Nicolò Carucci Andrea Panizza Luca Chiumento Giacomo Gentili                       | Polsko Dominik Czaja Fabian Barański Mirosław Ziętarski Mateusz Biskup                  |

### Párová čtyřka lehkých vah
- poprvé na MS 1989.

| Rok  | Místo           | Zlato                                                                               | Stříbro | Bronz |                   |
| ---- | --------------- | ----------------------------------------------------------------------------------- | --- | --- | ----------------- |
| 1989 | Bled            | Západní Německo Peter Uhrig Jan Fischer Bjoern Gehlsen Thomas Melges                | Švýcarsko Reto Fierz Philipp Ferlber Cirillo Ghielmetti Markus Gier                                                               | Francie Bruno Boucher Bruno Lebeda Rolland Galliac Thierry Renault                                        |                   |
| 1990 | Lake Barrington | Itálie FRAsco Esposito Massimo Lana Paolo Pittino Massimo Guglielmi                 | Francie Bruno Boucher Bruno Lebeda Laurent Porchier Thierry Renault                                                               | Austrálie Simon Burgess Bruce Hick Gary Lynagh Steve Hawkins                                              |                   |
| 1991 | Vídeň           | Austrálie Stephen Hawkins Bruce Hick Gary Lynagh Simon Burgess                      | Švédsko Joakim Brischewski Bo Ekros Lars-Johan Flodin Per Lundberg                                                                | Francie Roland Galliac Patrick Maiore Laurent Porchier Thierry Renault                                    |                   |
| 1992 | Montréal        | Itálie Michelangelo Crispi FRAsco Esposito Massimo Lana Massimo Guglielmi           | Švédsko Joakim Brischewski Bo Ekros Lars-Johan Flodin Per Lundberg                                                                | Německo Stephan Fahrig Klaus Götte Rene Höhn Bernhard Rühling                                             |                   |
| 1993 | Račice          | Rakousko Gernot Faderbauer Walter Rantasa Christoph Schmölzer Wolfgang Sigl         | Německo Klaus Götte Frank Günder Andreas Lutz Bernhard Rühling Itálie Michelangelo Crispi Enrico Gandola Massimo Lana Ivano Zasio | medaile neudělena                                                                                         | medaile neudělena |
| 1994 | Indianapolis    | Rakousko Gernot Faderbauer Walter Rantasa Christoph Schmölzer Wolfgang Sigl         | Itálie Enrico Gandola Paolo Pittino Ivano Zasio Massimo Guglielmi                                                                 | Portugalsko Henrique Baixinho Luis Fonseca Jose Leitao Luis Ahrens Teixeira                               |                   |
| 1995 | Tampere         | Rakousko Gernot Faderbauer Walter Rantasa Christoph Schmölzer Wolfgang Sigl         | Německo Frank Günder Andreas Lutz Bernhard Rühling Jens Weckbach                                                                  | Itálie Lorenzo Bertini Paolo Pittino Franco Sancassani Massimo Guglielmi                                  |                   |
| 1996 | Motherwell      | Itálie Lorenzo Bertini Paolo Pittino Franco Sancassani Massimo Guglielmi            | Německo Oliver Ibielski Alexander Lutz Andreas Lutz Frank Mager                                                                   | Francie Frederic Ceresoli Frederic Dufour Thierry Richard Pascal Touron                                   |                   |
| 1997 | Aiguebelette    | Itálie Stefano Basalini Paolo Pittino Franco Sancassani Massimo Guglielmi           | Německo Markus Baumann Oliver Ibielski Alexander Lutz Frank Mager                                                                 | Irsko John Armstrong Neal Byrne Brendan Dolan Emmet O'Brien                                               |                   |
| 1998 | Kolín nad Rýnem | Itálie Lorenzo Bertini Elia Luini Paolo Pittino Franco Sancassani                   | Německo Markus Baumann Alexander Lutz Franz Mayer Christian Von Gyldenfeldt                                                       | USA Conal Groom Sean Groom Ransom Weaver Coop Wessels                                                     |                   |
| 1999 | Catharines      | Itálie Simone Forlani Daniele Gilardoni Franco Sancassini Mauro Baccelli            | Německo Manuel Brehmer Franz Mayer Dennis Niemeyer Thorsten Schmidt                                                               | Irsko Neal Byrne James Lindsay-Fynn Noel Monahan Gearoid Towey                                            |                   |
| 2000 | Záhřeb          | Japonsko Hitoshi Hase Takehiro Kubo Kazuaki Mimoto Daisaku Takeda                   | Itálie Simone Forlani Daniele Gilardoni Franco Sancassani Mauro Baccelli                                                          | Španělsko Juan Luis Aguirre Barco Ruben Alvarez Hoyos Alberto Dominguez Lorenzo Juan Zunzunegui Guimerans |                   |
| 2001 | Lucern          | Itálie Daniele Gilardoni Luca Moncada Mauro Baccelli Filippo Mannucci               | Řecko Nikolaos Skiathitis Ioannis Korkouritis Vasileios Polymeros Panagiotis Miliotis                                             | Japonsko Akio Yano Hitoshi Hase Atsushi Obata Kazuaki Mimoto                                              |                   |
| 2002 | Sevilla         | Itálie Emanuele Federici Daniele Gilardoni Luca Moncada Filippo Mannucci            | Španělsko Jose A. Martin Martin Juan Luis Aguierre Barco Carlos Loriente Perez Alberto Dominguez Lorenzo                          | Nizozemsko Wolter Blankert Koos de Loos Dylan van der Linde Marten Bosma                                  |                   |
| 2003 | Milán           | Itálie Emanuele Federoci Daniele Gilardoni Luca Moncada Filippo Mannucci            | Austrálie Deon Birtwitlse Michael Mikey McBryde Shane Broad Samuel Beltz                                                          | Německo Joerg Lehnigk Matthias Schoemann-Finck Nils Ipsen Jens Wittwer                                    |                   |
| 2004 | Banyoles        | Itálie Franco Sancassani Alessandro Lodigiani Daniele Gilardoni Marcello Miani      | Kanada Jeff Bujas Scott Moore Matt Jensen Daniel Parsons                                                                          | Německo Nils Budde Matthias Schömann-Finck Nils Ipsen Jens Wittwer                                        |                   |
| 2005 | Kaizu           | Itálie Gardino Pellolio Daniele Gilardoni Luca Moncada Filippo Mannucci             | Belgie Justin Gevaert Francois Libois Wouter van der Fraenen Kristof Dekeyser                                                     | Kanada Jeff Bujas Douglas Vandor Matthew Jensen Morgan Jarvis                                             |                   |
| 2006 | Eton Lake       | Itálie Gardino Pellolio Daniele Gilardoni Luca Moncada Daniele Danesin              | Německo Kai Anspach Martin Rückbrodt Knud Lange Christoph Schregel                                                                | Francie Bastien Tabourier Quentin Colard Maxime Goisset Remi Di Girolamo                                  |                   |
| 2007 | Mnichov         | Itálie Leonardo Pettinari , Daniele Gilardoni Luca Moncada Daniele Danesin          | Francie Remi di Girolamo Pierre-Etienne Pollez Maxime Goisset Fabien Dufour                                                       | Spojené království Simon Jones Rob Williams Chris Bartley Dave Currie                                     |                   |
| 2008 | Ottensheim      | Itálie Franco Sancassani Daniele Gilardoni Stefano Basalini Daniele Danesin         | Francie Remi Di Girolamo Jeremie Azou Fabrice Moreau Pierre-Etienne Pollez                                                        | Německo Stephan Schad Knud Lange Felix Oevermann Michael Wieler                                           |                   |
| 2009 | Poznaň          | Itálie Franco Sancassani Daniele Gilardoni Lorenzo Bertini Stefano Basalini         | Německo Knud Lange Lars Wichert Felix Oevermann Michael Wieler                                                                    | Dánsko Hans Christian Soerensen Christian Nielsen Rasmus Quist Andreas Ramboel                            |                   |
| 2010 | Karapiro        | Německo Jonathan Koch Lars Wichert Linus Lichtschlag Lars Hartig                    | Francie Alexandre Pilat Pierre-Etienne Pollez Stany Delayre Frederic Dufour                                                       | Dánsko Steffen Jensen Martin Batenburg Christian Nielsen Hans Christian Soerensen                         |                   |
| 2011 | Bled            | Itálie FRAsco Rigon Daniele Gilardoni Franco Sancassani Stefano Basalini            | Německo Michael Wieler Stefan Wallat Jonas Schützeberg Ingo Voigt                                                                 | Dánsko Steffen Jensen Martin Batenburg Christian Nielsen Hans Christian Sørensen                          |                   |
| 2012 | Plovdiv         | Polsko Adam Sobczak Mariusz Stańczuk Artur Mikolajczewski Milosz Jankowski          | Řecko Georgios Konsolas Nikolaos Afentoulis Panagiotis Magdanis Eleftherios Konsolas                                              | Čína Yangyang Liang Yang Guo Guofeng Fa Deming Kong                                                       |                   |
| 2013 | Čchungdžu       | Řecko Georgios Konsolas Spyridon Giannaros Panagiotis Magdanis Eleftherios Konsolas | Německo Moritz Moos Julius Peschel Jonas Schützeberg Jason Osborne                                                                | Itálie Paolo Ghidini Matteo Mulas Andrea Cereda FRAsco Rigon                                              |                   |
| 2014 | Amsterdam       | Řecko Georgios Konsolas Spyridon Giannaros Panagiotis Magdanis Eleftherios Konsolas | Německo Daniel Lawitzke Max Röger Jost Schömann-Finck Konstantin Steinhübel                                                       | Čína Li Hui Tian Bin Wang Tiexin Dong Tianfeng                                                            |                   |
| 2015 | Aiguebelette    | Francie Maxime Demontfaucon Damien Piqueras Pierre Houin Morgan Maunoir             | Německo Roman Acht Daniel Lawitzke Philipp Grebner Jonathan Rommelmann                                                            | Dánsko Emil Espensen Andrej Bendtsen Mathias Larsen Oscar Petersen                                        |                   |
| 2016 | Rotterdam       | Německo Patrik Stöcker Florian Roller Johannes Ursprung Cedric Kulbach              | Francie François Teroin Damien Piqueras Maxime Demontfaucon Morgan Maunoir                                                        | Řecko Georgios Konsolas Spyridon Giannaros Panagiotis Magdanis Eleftherios Konsolas                       |                   |
| 2017 | Sarasota        | Francie François Teroin Damien Piqueras Maxime Demontfaucon Stany Delayre           | Spojené království Edward Fisher Zak Lee-Green Peter Chambers Gavin Horsburgh                                                     | Řecko Ninos Nikolaidis Panagiotis Magdanis Spyridon Giannaros Eleftherios Konsolas                        |                   |
| 2018 | Plovdiv         | Německo Joachim Agne Max Röger Florian Roller Moritz Moos                           | Itálie Catello Amarante Paolo Di Girolamo Andrea Micheletti Matteo Mulas                                                          | Turecko Mert Kartal Bayram Sönmez Fatih Ünsal Enes Kuşku                                                  |                   |
| 2019 | Ottensheim      | Čína Zhang Zhiyuan Chen Sensen Lü Fanpu Zeng Tao                                    | Itálie Lorenzo Fontana Alfonso Scalzone Catello Amarante Gabriel Soares                                                           | Nizozemsko Damion Eigenberg David Kampman Ward van Zeijl Bart Lukkes                                      |                   |
| 2021 | Šanghaj         | závod zrušen kvůli COVIDU                                                           | závod zrušen kvůli COVIDU | závod zrušen kvůli COVIDU                                                                                 |                   |
| 2022 | Račice          | Itálie Antonio Vicino Alessandro Benzoni Niels Torre Patrick Rocek                  | Čína Sun Man Chen Sensen Jiang Xuke Ma Yule                                                                                       | Německo Johannes Ursprung Simon Klüter Fabio Kress Joachim Agne                                           |                   |
| 2023 | Bělehrad        | Itálie Luca Borgonovo Nicolò Demiliani Pietro Ruta Matteo Tonelli                   | Německo Max von Bülow Simon Klüter Fabio Kress Joachim Agne                                                                       | neuděleno                                                                                                 |                   |

### Dvojka bez kormidelníka
| Rok  | Místo            | Zlato                                              | Stříbro                                                        | Bronz                                                   |
| ---- | ---------------- | -------------------------------------------------- | -------------------------------------------------------------- | ------------------------------------------------------- |
| 1962 | Lucern           | Německo Dieter Bender Günther Zumkeller            | Sovětský svaz Valentin Borejko Oleg Golovanov                  | Švýcarsko Hugo Waser Adolf Waser                        |
| 1966 | Bled             | Východní Německo Peter Kremtz Roland Göhler        | Rakousko Dieter Losert Dieter Ebner                            | Sovětský svaz Viktor Suslin Boris Fjodorov              |
| 1970 | St. Catherines   | Východní Německo Peter Gorny Werner Klatt          | Polsko Alfons Ślusarski Jerzy Broniec                          | Západní Německo Udo Brecht Lutz Ulbricht                |
| 1974 | Lucern           | Východní Německo Bernd Landvoigt Jörg Landvoigt    | Rumunská socialistická republika Ilie Oanță Dumitru Grumezescu | Polsko Alfons Ślusarski Zbigniew Ślusarski              |
| 1975 | Nottingham       | Východní Německo Bernd Landvoigt Jörg Landvoigt    | Bulharská lidová republika Georgi Georgiev Valentin Stojev     | Nizozemsko Jan van der Horst Willem Boeschoten          |
| 1976 | Villach          | závod nebyl na programu                            | závod nebyl na programu                                        | závod nebyl na programu                                 |
| 1977 | Amsterdam        | Sovětský svaz Alexander Kulagin Vitalij Jelisejev  | Spojené království James Clark John Roberts                    | Východní Německo Bernd Krause Ortwin Rodewald           |
| 1978 | Karapiro a Kodaň | Východní Německo Bernd Landvoigt Jörg Landvoigt    | Spojené království John Roberts James Clark                    | Francie Dominique Lecointe Jean-Claude Roussel          |
| 1979 | Bled             | Východní Německo Jörg Landvoigt Bernd Landvoigt    | Sovětský svaz Jurij Pimenov Nikolaj Pimenov                    | Švýcarsko Hans-Konrad Trümpler Stefan Netzle            |
| 1980 | Hazewinkel       | závod nebyl na programu                            | závod nebyl na programu                                        | závod nebyl na programu                                 |
| 1981 | Mnichov          | Sovětský svaz Jurij Pimenov Nikolaj Pimenov        | Nizozemsko Willem Jan Atsma Ted Bosman                         | Itálie Antonio Baldacci Ezio Pacovich                   |
| 1982 | Lucern           | Norsko Hans-Gunnar Grepperud Magnus Sverre Løken   | Východní Německo Carl Ertel Ulf Sauerbrey                      | Nizozemsko Sjoerd Hoekstra Joost Adema                  |
| 1983 | Duisburg         | Východní Německo Carl Ertel Ulf Sauerbrey          | Sovětský svaz Viktor Pereverzev Gennadij Krjučkin              | Norsko Hans-Gunnar Grepperud Magnus Sverre Løken        |
| 1984 | Montréal         | závod nebyl na programu                            | závod nebyl na programu                                        | závod nebyl na programu                                 |
| 1985 | Hazewinkel       | Sovětský svaz Nikolaj Pimenov Jurij Pimenov        | Spojené království Adam Clift Martin Cross                     | Španělsko Fernando Climent Huerta Luis María Lasúrtegui |
| 1986 | Nottingham       | Sovětský svaz Jurij Pimenov Nikolai Pimenov        | Itálie Marco Romano Pasquale Aiese                             | Východní Německo Dirk Rendant Mario Kliesch             |
| 1987 | Kodaň            | Spojené království Andrew Holmes Steve Redgrave    | Rumunská socialistická republika Dragoș Neagu Dănuț Dobre      | Sovětský svaz Jurij Pimenov Nikolaj Pimenov             |
| 1988 | Milán            | závod nebyl na programu                            | závod nebyl na programu                                        | závod nebyl na programu                                 |
| 1989 | Bled             | Východní Německo Thomas Jung Uwe Kellner           | Spojené království Simon Berrisford Steve Redgrave             | Rakousko Karl Sinziger Sr Herman Bauer                  |
| 1990 | Lake Barrington  | Východní Německo Thomas Jung Uwe Kellner           | Sovětský svaz Nikolai Pimenov Yuri Pimenov                     | Spojené království Matthew Pinsent Steve Redgrave       |
| 1991 | Vídeň            | Spojené království Matthew Pinsent Steve Redgrave  | Jugoslávie Iztok Čop Denis Žvegelj                             | Rakousko Hermann Bauer Karl Sinzinger                   |
| 1992 | Montréal         | závod nebyl na programu                            | závod nebyl na programu                                        | závod nebyl na programu                                 |
| 1993 | Račice           | Spojené království Matthew Pinsent Steve Redgrave  | Německo Detlef Kirchhoff Hans Sennewald                        | Slovinsko Iztok Čop Denis Žvegelj                       |
| 1994 | Indianapolis     | Spojené království Matthew Pinsent Steve Redgrave  | Německo Peter Hoeltzenbein Thorsten Streppelhoff               | Austrálie Robert Walker Richard Wearne                  |
| 1995 | Tampere          | Spojené království Matthew Pinsent Steve Redgrave  | Austrálie Robert Walker Richard Wearne                         | Francie Michel Andrieux Jean-Christophe Rolland         |
| 1996 | Motherwell       | závod nebyl na programu                            | závod nebyl na programu                                        | závod nebyl na programu                                 |
| 1997 | Aiguebelette     | Francie Michel Andrieux Jean-Christophe Rolland    | Itálie Lorenzo Carboncini Mattia Trombetta                     | USA Adam Holland Edward Murphy                          |
| 1998 | Kolín nad Rýnem  | Německo Detlef Kirchhoff Robert Sens               | Austrálie Drew Ginn Mike McKay                                 | Jugoslávie Nikola Stojić Đorđe Višacki                  |
| 1999 | Catharines       | Austrálie Drew Ginn James Tomkins                  | Francie Michel Andrieux Jean-Christophe Rolland                | Chorvatsko Oliver Martinov Ninoslav Saraga              |
| 2000 | Záhřeb           | závod nebyl na programu                            | závod nebyl na programu                                        | závod nebyl na programu                                 |
| 2001 | Lucern           | Spojené království James Cracknell Matthew Pinsent | Jugoslávie Đorđe Višacki Nikola Stojić                         | Jižní Afrika Ramon di Clemente Donovan Cech             |
| 2002 | Sevilla          | Spojené království James Cracknell Matthew Pinsent | Jižní Afrika Ramon di Clemente Donovan Cech                    | Chorvatsko Siniša Skelin Nikša Skelin                   |
| 2003 | Milán            | Austrálie Drew Ginn James Tomkins                  | Chorvatsko Siniša Skelin Nikša Skelin                          | Jižní Afrika Ramon di Clemente Donovan Cech             |
| 2004 | Banyoles         | závod nebyl na programu                            | závod nebyl na programu                                        | závod nebyl na programu                                 |
| 2005 | Kaizu            | Nový Zéland Nathan Twaddle George Bridgewater      | Jižní Afrika Ramon di Clemente Donovan Cech                    | Itálie Luca Agamennoni Dario Lari                       |
| 2006 | Eton Lake        | Austrálie Drew Ginn Duncan Free                    | Nový Zéland Nathan Twaddle George Bridgewater                  | Kanada Kevin Light Malcolm Howard                       |
| 2007 | Mnichov          | Austrálie Drew Ginn Duncan Free                    | Nový Zéland Nathan Twaddle George Bridgewater                  | Spojené království Colin Smith Matthew Langridge        |
| 2008 | Ottensheim       | závod nebyl na programu                            | závod nebyl na programu                                        | závod nebyl na programu                                 |
| 2009 | Poznaň           | Nový Zéland Eric Murray Hamish Bond                | Spojené království Pete Reed Andrew Triggs Hodge               | Řecko Nikolaos Gkountoulas Apostolos Gkountoulas        |
| 2010 | Karapiro         | Nový Zéland Eric Murray Hamish Bond                | Spojené království Pete Reed Andrew Triggs Hodge               | Řecko Georgios Tziallas Ioannis Christou                |
| 2011 | Bled             | Nový Zéland Eric Murray Hamish Bond                | Spojené království Pete Reed Andrew Triggs Hodge               | Itálie Niccolò Mornati Lorenzo Carboncini               |
| 2012 | Plovdiv          | závod nebyl na programu                            | závod nebyl na programu                                        | závod nebyl na programu                                 |
| 2013 | Čchungdžu        | Nový Zéland Eric Murray Hamish Bond                | Francie Germain Chardin Dorian Mortelette                      | Nizozemsko Rogier Blink Mitchel Steenman                |
| 2014 | Amsterdam        | Nový Zéland Eric Murray Hamish Bond                | Spojené království James Foad Matthew Langridge                | Jižní Afrika Vincent Breet Shaun Keeling                |
| 2015 | Aiguebelette     | Nový Zéland Eric Murray Hamish Bond                | Spojené království James Foad Matthew Langridge                | Srbsko Miloš Vasić Nenad Beđik                          |
| 2016 | Rotterdam        | závod nebyl na programu                            | závod nebyl na programu                                        | závod nebyl na programu                                 |
| 2017 | Sarasota         | Itálie Matteo Lodo Giuseppe Vicino                 | Chorvatsko Martin Sinković Valent Sinković                     | Nový Zéland Tom Murray James Hunter                     |
| 2018 | Plovdiv          | Chorvatsko Martin Sinković Valent Sinković         | Rumunsko Marius Cozmiuc Ciprian Tudosă                         | Francie Valentin Onfroy Théophile Onfroy                |
| 2019 | Ottensheim       | Chorvatsko Martin Sinković Valent Sinković         | Nový Zéland Tom Murray Michael Brake                           | Austrálie Sam Hardy Joshua Hicks                        |
| 2021 | Šanghaj          | závod zrušen kvůli COVIDU                          | závod zrušen kvůli COVIDU                                      | závod zrušen kvůli COVIDU                               |
| 2022 | Račice           | Rumunsko Marius Cozmiuc Sergiu Bejan               | Španělsko Jaime Canalejo Javier García                         | Spojené království Oliver Wynne-Griffith Tom George     |
| 2023 | Bělehrad         | Švýcarsko Roman Röösli Andrin Gulich               | Spojené království Oliver Wynne-Griffith Thom George           | Irsko Ross Corrigan Nathan Timoney                      |

### Dvojka bez kormidelníka lehkých vah
| Rok  | Místo           | Zlato                                                      | Stříbro                                                     | Bronz                                             |
| ---- | --------------- | ---------------------------------------------------------- | ----------------------------------------------------------- | ------------------------------------------------- |
| 1993 | Račice          | Španělsko Fernando Climent Huerta Fernando Molina Castillo | Rusko Vladimir Mitušev Alexandr Ustinov                     | Německo Stephan Fahrig Herbert Vogt               |
| 1994 | Indianapolis    | Itálie Carlo Gaddi Leonardo Pettinari                      | Rusko Vladimir Mitušev Alexandr Ustinov                     | Irsko Neville Maxwell Tony O’Connor               |
| 1995 | Tampere         | Itálie Carlo Grande Pasquale Marigliano                    | Francie Sebastien Bel Xavier Dorfman                        | Dánsko Thomas Ebert Bo Helleberg                  |
| 1996 | Motherwell      | Dánsko Thomas Ebert Bo Helleberg                           | Irsko Neville Maxwell Tony O'Connor                         | Německo Tobias Müller Oliver Rau                  |
| 1997 | Aiguebelette    | Švýcarsko Mathias Binder Beni Schmidt                      | Irsko Neville Maxwell Tony O'Connor                         | Dánsko Jeppe Jensen Kollat Jacob Nielsen          |
| 1998 | Kolín nad Rýnem | Francie Jean-Christophe Bette Vincent Montabonel           | Itálie Catello Amarante Carlo Gaddi                         | Chile Miguel Cerda Silva Christian Yantani Garces |
| 1999 | Catharines      | Itálie Stefano Basalini Paolo Pittino                      | Chile Miguel Cerda Silva Christian Yantani Garces           | Irsko Neville Maxwell Tony O'Connor               |
| 2000 | Záhřeb          | Kanada Ben Storey Edward Winchester                        | Spojené království Peter Haining Nick Strange               | Dánsko Morten Hansen Skov Jesper Krogh            |
| 2001 | Lucern          | Irsko Gearoid Towey Tony O'Connor                          | Nizozemsko Simon Kolkman Robert van der Vooren              | Itálie Massimo Guglielmi Giuseppe Del Gaudio      |
| 2002 | Sevilla         | Chile Christian Yantani Garces Miguel Cerda Silva          | Itálie Carlo Gaddi Franco Sancassani                        | Spojené království Ned Kittoe Nick English        |
| 2003 | Milán           | Dánsko Bo Helleberg Mads Kruse Andersen                    | Německo Frank Mager Christian Gerlach                       | USA Simon Carcagno Michael Mike Altman            |
| 2004 | Banyoles        | Dánsko Bo Helleberg Mads Kruse Andersen                    | Itálie Nicola Moriconi Salvatore Di Somma                   | Kanada Douglas Vandor Mike Lewis                  |
| 2005 | Kaizu           | Dánsko Bo Helleberg Thomas Ebert                           | Chile Miguel Cerda Felipe Leal                              | Itálie Salvatore Amitrano Catello Amarante        |
| 2006 | Eton Lake       | Německo Ole Rückbrodt Felix Otto                           | Španělsko Juan Manuel Florido Pellon Jesus Gonzales Alvarez | Itálie Andrea Caianiello Salvatore Di Somma       |
| 2007 | Mnichov         | Itálie Andrea Caianiello Armando Dell'Aquila               | Německo Jochen Kuehner Martin Kuehner                       | Austrálie Ross Brown Michael McBryde              |
| 2008 | Ottensheim      | Řecko Nikolaos Gkountoulas Apostolos Gkountoulas           | Itálie Andrea Caianiello Armando Dell'Aquila                | Srbsko Goran Nedeljković Miloš Tomić              |
| 2009 | Poznaň          | Francie Fabien Tilliet Jean-Christophe Bette               | Itálie Andrea Caianiello Armando Dell'Aquila                | Srbsko Nenad Babović Miloš Tomić                  |
| 2010 | Karapiro        | Francie Fabien Tilliet Jean-Christophe Bette               | Nový Zéland Graham Oberlin-Brown James Lassche              | Kanada Matt Jensen Rares Crisan                   |
| 2011 | Bled            | Spojené království Peter Chambers Kieren Emery             | Itálie Luca De Maria Armando Dell'Aquila                    | Německo Bastian Seibt Lars Wichert                |
| 2012 | Plovdiv         | Itálie Luca De Maria Armando Dell'Aquila                   | Nizozemsko Arnoud Greidanus Joris Pijs                      | Francie Jean-Christophe Bette Fabien Tilliet      |
| 2013 | Čchungdžu       | Švýcarsko Simon Niepmann Lucas Tramer                      | Itálie Elia Luini Martino Goretti                           | Spojené království Sam Scrimgeour Mark Aldred     |
| 2014 | Amsterdam       | Švýcarsko Simon Niepmann Lucas Tramer                      | Francie Augustin Mouterde Thomas Baroukh                    | Spojené království Sam Scrimgeour Jonathan Clegg  |
| 2015 | Aiguebelette    | Spojené království Joel Cassells Sam Scrimgeour            | Francie Augustin Mouterde Théophile Onfroy                  | Německo Jonas Kilthau Matthias Arnold             |
| 2016 | Rotterdam       | Francie Augustin Mouterde Alexis Guerinot                  | Dánsko Emil Espensen Jens Vilhelmsen                        | Spojené království Joel Cassells Sam Scrimgeour   |
| 2017 | Sarasota        | Francie Pierre Houin Jérémie Azou                          | Itálie Stefano Oppo Pietro Ruta                             | Čína Sun Man Fan Junjie                           |
| 2018 | Plovdiv         | Irsko Gary O'Donovan Paul O'Donovan                        | Itálie Stefano Oppo Pietro Ruta                             | Belgie Tim Brys Niels Van Zandweghe               |
| 2019 | Ottensheim      | Irsko Gary O'Donovan Paul O'Donovan                        | Itálie Stefano Oppo Pietro Ruta                             | Německo Jonathan Rommelmann Jason Osborne         |
| 2021 | Šanghaj         | závod zrušen kvůli COVIDU                                  | závod zrušen kvůli COVIDU                                   | závod zrušen kvůli COVIDU                         |
| 2022 | Račice          | Itálie Alessandro Durante Giovanni Ficarra                 | Maďarsko Bence Szabó Kálmán Furkó                           | Česko Jiří Kopáč Milan Viktora                    |
| 2023 | Bělehrad        | Itálie Francesco Bardelli Stefano Pinsone                  | Maďarsko Bence Szabó Kálmán Furkó                           | Moldavsko Dmitrii Zincenco Nichita Naumciuc       |

### Čtyřka bez kormidelníka
| Rok  | Místo            | Zlato                                                                                     | Stříbro                                                                                       | Bronz                                                                                               |
| ---- | ---------------- | ----------------------------------------------------------------------------------------- | --------------------------------------------------------------------------------------------- | --------------------------------------------------------------------------------------------------- |
| 1962 | Lucern           | Německo Gerd Wolter Dagobert Thometschek Peter Paustian Christian Prey                    | Francie André Fevret Roger Chatelain Philippe Malivoir Jean-Pierre Drivet                     | Rakousko Dieter Losert Dieter Ebner Horst Kuttelwascher Helmut Kuttelwascher                        |
| 1966 | Bled             | Východní Německo Frank Forberger Frank Rühle Dieter Grahn Dieter Schubert                 | Sovětský svaz Zigmas Jukna Antanas Bagdonavičius Vladimir Sterlik Josanas Jagelavičius        | Nizozemsko Maarten Kloosterman Roelof Luynenburg Eric Niehe Rudolf Stokvis                          |
| 1970 | St. Catherines   | Východní Německo Frank Forberger Frank Rühle Dieter Grahn Dieter Schubert                 | Západní Německo Joachim Werner Ehrig Peter Funnekötter Claus Schneggenburger Wolfgang Plottke | Dánsko Erik Petersen Tom Hindsby Kurt Helmudt Poul Nielsen                                          |
| 1974 | Lucern           | Východní Německo Siegfried Brietzke Andreas Decker Stefan Semmler Wolfgang Mager          | Sovětský svaz Raul Arnemann Nikolaj Kuzněcov Sergej Pozdějev Anušavan Gasan-Džalalov          | Západní Německo Peter van Roye Klaus Jäger Bernd Truschinski Reinhard Wendemuth                     |
| 1975 | Nottingham       | Východní Německo Siegfried Brietzke Andreas Decker Stefan Semmler Wolfgang Mager          | Sovětský svaz Raul Arnemann Nikolaj Kuzněcov Sergej Pozdějev Anušavan Gasan-Džalalov          | Rumunská socialistická republika Nicolae Simion Ernest Gal Christian Georgescu Constantin Nistoroiu |
| 1976 | Villach          | závod nebyl na programu                                                                   | závod nebyl na programu                                                                       | závod nebyl na programu                                                                             |
| 1977 | Amsterdam        | Východní Německo Wolfgang Mager Stefan Semmler Andreas Decker Siegfried Brietzke          | Nový Zéland David Rodger Desmond Lock Ivan Sutherland David Lindstrom                         | Československo Pavel Konvička Josef Neštický Vlastimil Beránek Lubomír Zapletal                     |
| 1978 | Karapiro a Kodaň | Sovětský svaz Vladimir Preobraženskij Nikolaj Kuzněcov Valerij Dolinin Anatolij Němtyrjov | Východní Německo Siegfried Brietzke Andreas Decker Stefan Semmler Wolfgang Mager              | Spojené království Martin Cross David Townsend Ian McNuff John Beattie                              |
| 1979 | Bled             | Východní Německo Wolfgang Mager Stefan Semmler Andreas Decker Siegfried Brietzke          | Československo Lubomír Zapletal Josef Neštický Jiří Prudil Vojtěch Caska                      | Spojené království John Beattie Ian McNuff David Townsend Martin Cross                              |
| 1980 | Hazewinkel       | závod nebyl na programu                                                                   | závod nebyl na programu                                                                       | závod nebyl na programu                                                                             |
| 1981 | Mnichov          | Sovětský svaz Alexej Kamkin Valerij Dolinin Alexandr Kulagin Vitalij Jelisejev            | Švýcarsko Bruno Saile Jürg Weitnauer Hans-Konrad Trümpler Stefan Netzle                       | Východní Německo Klaus Büttner Hans-Peter Koppe Jens Doberschütz Uwe Gasch                          |
| 1982 | Lucern           | Švýcarsko Bruno Saile Jürg Weitnauer Hans-Konrad Trümpler Stefan Netzle                   | Sovětský svaz Vitalij Jelisejev Alexandr Kulagin Valerij Dolinin Alexej Kamkin                | Rumunská socialistická republika Petru Iosub Valer Toma Daniel Voiculescu Constantin Airoaie        |
| 1983 | Duisburg         | Západní Německo Norbert Kesslau Volker Grabow Jörg Puttlitz Guido Grabow                  | Sovětský svaz Nikolaj Pimenov Alexandr Kulagin Jurij Pimenov Žoržs Tikmers                    | Švédsko Anders Wilgotson Hans Svensson Lars-Ake Lindqvist Anders Larsson                            |
| 1984 | Montréal         | závod nebyl na programu                                                                   | závod nebyl na programu                                                                       | závod nebyl na programu                                                                             |
| 1985 | Hazewinkel       | Západní Německo Norbert Kesslau Volker Grabow Jörg Puttlitz Guido Grabow                  | Sovětský svaz Jonas Narmontas Sergej Smirnov Viktor Pereverzev Gennadij Krjučkin              | Východní Německo Hans Sennewald Thomas Greiner Thomas Bänsch Olaf Förster                           |
| 1986 | Nottingham       | USA Ted Swinford Daniel Lyons John Riley Robert Espeseth                                  | Západní Německo Norbert Keßlau Volker Grabow Jörg Puttlitz Guido Grabow                       | Východní Německo Jörg Timmermann Jens Luedecke Ralf Brudel Thomas-Robert Füting                     |
| 1987 | Kodaň            | Východní Německo Jens Luedecke Thomas Greiner Ralf Brudel Olaf Förster                    | Sovětský svaz Veniamin But Sigitas Kučinskas Jonas Narmontas Andrej Vasiljev                  | USA Ted Swinford Daniel Lyons John Riley Robert Espeseth                                            |
| 1988 | Milán            | závod nebyl na programu                                                                   | závod nebyl na programu                                                                       | závod nebyl na programu                                                                             |
| 1989 | Bled             | Východní Německo Jens Luedecke Thomas Greiner Ralf Brudel Olaf Förster                    | USA Raul Rodriguez Jack Rusher Thomas Bohrer Richard Kennelly                                 | Nový Zéland Bill Coventry Ian Wright Alistair MacIntosh Campbell Clayton-Greene                     |
| 1990 | Lake Barrington  | Austrálie Nick Green Mike McKay James Tomkins Sam Patten                                  | Nizozemsko Niels van der Zwan Jaap Krijtenburg Bart Peters Sven Schwarz                       | Východní Německo Ralf Brudel Olaf Foerster Thomas Greiner Jens Luedecke                             |
| 1991 | Vídeň            | Austrálie Andrew Cooper Nick Green Mike McKay James Tomkins                               | USA Thomas Bohrer Patrick Manning Jeffrey McLaughlin Michael Porterfield                      | Německo Markus Bräuer Andreas Lütkefels Stefan Scholz Markus Vogt                                   |
| 1992 | Montréal         | závod nebyl na programu                                                                   | závod nebyl na programu                                                                       | závod nebyl na programu                                                                             |
| 1993 | Račice           | Francie Michel Andrieux Daniel Fauché Philippe Lot Jean-Christophe Rolland                | Polsko Wojciech Jankowski Maciej Łasicki Jacek Streich Tomasz Tomiak                          | USA Thomas Bohrer Sean Hall Jeffrey Klepacki James Neil                                             |
| 1994 | Indianapolis     | Itálie Riccardo Dei Rossi Raffaello Leonardo Valter Molea Carlo Mornati                   | Francie Michel Andrieux Daniel Fauché Philippe Lot Jean-Christophe Rolland                    | Spojené království Tim Foster Rupert Obholzer Greg Searle Jonny Searle                              |
| 1995 | Tampere          | Itálie Riccardo Dei Rossi Raffaello Leonardo Valter Molea Carlo Mornati                   | Spojené království Timothy Foster Rupert Obholzer Greg Searle Jonathan Searle                 | Polsko Piotr Basta Wojciech Jankowski Maciej Łasicki Jacek Streich                                  |
| 1996 | Motherwell       | závod nebyl na programu                                                                   | závod nebyl na programu                                                                       | závod nebyl na programu                                                                             |
| 1997 | Aiguebelette     | Spojené království James Cracknell Tim Foster Matthew Pinsent Steve Redgrave              | Francie Gilles Bosquet Daniel Fauche Olivier Moncelet Bertrand Vecten                         | Rumunsko Dorin Alupei Claudiu Marin Cornel Nemtoc Florian Tudor                                     |
| 1998 | Kolín nad Rýnem  | Spojené království James Cracknell Tim Foster Matthew Pinsent Steve Redgrave              | Francie Gilles Bosquet Daniel Fauche Francois Meurillon Anthony Perrot                        | Itálie Lorenzo Carboncini Riccardo Dei Rossi Valter Molea Carlo Mornati                             |
| 1999 | Catharines       | Spojené království James Cracknell Steve Redgrave Ed Coode Matthew Pinsent                | Austrálie Ben Dodwell Bo Hanson Geoff Stewart James Stewart                                   | Itálie Lorenzo Carboncini Riccardo Dei Rossi Valter Molea Carlo Mornati                             |
| 2000 | Záhřeb           | závod nebyl na programu                                                                   | závod nebyl na programu                                                                       | závod nebyl na programu                                                                             |
| 2001 | Lucern           | Spojené království Toby Garbett Steve Williams Ed Coode Rick Dunn                         | Německo Sebastian Thormann Paul Dienstbach Philipp Stueer Bernd Heidicker                     | Slovinsko Jani Klemencic Milan Janša Rok Kolander Matej Prelog                                      |
| 2002 | Sevilla          | Německo Sebastian Thormann Paul Dienstbach Philipp Stueer Bernd Heidicker                 | Spojené království Steve Williams Josh West Toby Garbett Rick Dunn                            | Itálie Niccolo Mornati Raffaello Leonardo Lorenzo Carboncini Carlo Mornati                          |
| 2003 | Milán            | Kanada Cameron Baerg Tom Herschmiller Jake Wetzel Barney Williams                         | Spojené království Steve Williams Josh West Toby Garbett Rick Dunn                            | Německo Sebastian Thormann Paul Dienstbach Philipp Stueer Bernd Heidicker                           |
| 2004 | Banyoles         | závod nebyl na programu                                                                   | závod nebyl na programu                                                                       | závod nebyl na programu                                                                             |
| 2005 | Kaizu            | Spojené království Steve Williams Pete Reed Alex Partridge Andrew Triggs Hodge            | Nizozemsko Geert Cirkel Jan-Willem Gabriëls Matthijs Vellenga Gijs Vermeulen                  | Kanada Rob Weitemeyer Peter Dembicki Andrew Ireland Kristopher McDaniel                             |
| 2006 | Eton Lake        | Spojené království Steve Williams Pete Reed Alex Partridge Andrew Triggs Hodge            | Německo Gregor Hauffe Toni Seifert Urs Käufer Philip Adamski                                  | Nizozemsko Geert Cirkel Jan-Willem Gabriëls Matthijs Vellenga Gijs Vermeulen                        |
| 2007 | Mnichov          | Nový Zéland Carl Meyer James Dallinger Eric Murray Hamish Bond                            | Itálie Carlo Mornati Alessio Sartori Niccolo Mornati Lorenzo Carboncini                       | Nizozemsko Geert Cirkel Matthijs Vellenga Jan-Willem Gabriëls Gijs Vermeulen                        |
| 2008 | Ottensheim       | závod nebyl na programu                                                                   | závod nebyl na programu                                                                       | závod nebyl na programu                                                                             |
| 2009 | Poznaň           | Spojené království Alex Partridge Richard Egington Alex Gregory Matthew Langridge         | Austrálie Matthew Ryan James Marburg Cameron McKenzie-McHarg Francis Hegerty                  | Slovinsko Tomaž Pirih Rok Rozman Rok Kolander Miha Pirih                                            |
| 2010 | Karapiro         | Francie Jean-Baptiste Macquet Germain Chardin Julien Despres Dorian Mortelette            | Řecko Stergios Papachristos Ioannis Tsilis Nikolaos Gkountoulas Apostolos Gkountoulas         | Nový Zéland Jade Uru Simon Watson Hamish Burson David Eade                                          |
| 2011 | Bled             | Spojené království Matthew Langridge Richard Egington Tom James Alex Gregory              | Řecko Stergios Papachristos Ioannis Tsilis Georgios Tziallas Ioannis Christou                 | Austrálie Samuel Loch Drew Ginn Nicholas Purnell Joshua Dunkley-Smith                               |
| 2012 | Plovdiv          | závod nebyl na programu                                                                   | závod nebyl na programu                                                                       | závod nebyl na programu                                                                             |
| 2013 | Čchungdžu        | Nizozemsko Boaz Meylink Kaj Hendriks Mechiel Versluis Robert Lücken                       | Austrálie Will Lockwood Alexander Lloyd Spencer Turrin Joshua Dunkley-Smith                   | USA Grant James Seth Weil Henrik Rummel Michael Gennaro                                             |
| 2014 | Amsterdam        | Spojené království Alex Gregory Mohamed Sbihi George Nash Andrew Triggs Hodge             | USA Grant James Michael Gennaro Henrik Rummel Seth Weil                                       | Austrálie Fergus Pragnell Joshua Dunkley-Smith Spencer Turrin Alexander Lloyd                       |
| 2015 | Aiguebelette     | Itálie Marco Di Constanzo Matteo Castaldo Matteo Lodo Guiseppe Vicino                     | Austrálie Will Lockwood Spencer Turrin Joshua Dunkley-Smith Alexander Hill                    | Spojené království Scott Durant Alan Sinclair Tom Ransley Stewart Innes                             |
| 2016 | Rotterdam        | závod nebyl na programu                                                                   | závod nebyl na programu                                                                       | závod nebyl na programu                                                                             |
| 2017 | Sarasota         | Austrálie Joshua Hicks Spencer Turrin Jack Hargreaves Alexander Hill                      | Itálie Marco Di Costanzo Giovanni Abagnale Matteo Castaldo Domenico Montrone                  | Spojené království Matthew Rossiter Mohamed Sbihi Matthew Tarrant William Satch                     |
| 2018 | Plovdiv          | Austrálie Joshua Hicks Spencer Turrin Jack Hargreaves Alexander Hill                      | Itálie Matteo Castaldo Bruno Rosetti Matteo Lodo Marco Di Costanzo                            | Spojené království Thomas Ford Jacob Dawson Adam Neill James Johnston                               |
| 2019 | Ottensheim       | Polsko Mateusz Wilangowski Mikołaj Burda Marcin Brzeziński Michał Szpakowski              | Rumunsko Mihăiță Țigănescu Mugurel Semciuc Ștefan Berariu Cosmin Pascari                      | Spojené království Matthew Rossiter Oliver Cook Rory Gibbs Sholto Carnegie                          |
| 2021 | Šanghaj          | závod zrušen kvůli COVIDU                                                                 | závod zrušen kvůli COVIDU                                                                     | závod zrušen kvůli COVIDU                                                                           |
| 2022 | Račice           | Spojené království William Stewart Sam Nunn David Ambler Freddie Davidson                 | Austrálie Alexander Purnell Spencer Turrin Jack Hargreaves Joseph O'Brien                     | Nizozemsko Ralf Rienks Ruben Knab Sander de Graaf Rik Rienks                                        |
| 2023 | Bělehrad         | Spojené království Oliver Wilkes David Ambler Matthew Aldridge Freddie Davidson           | USA Justin Best Nicholas Mead Michael Grady Liam Corrigan                                     | Nový Zéland Ollie Fitzroy Maclean Logan Ullrich Tom Murray Matt Macdonald                           |

### Dvojka s kormidelníkem
| Rok  | Místo            | Zlato                                                                               | Stříbro                                                                                | Bronz                                                                                |
| ---- | ---------------- | ----------------------------------------------------------------------------------- | -------------------------------------------------------------------------------------- | ------------------------------------------------------------------------------------ |
| 1962 | Lucern           | Německo Wolfgang Neuß Klaus-Günther Jordan Frank Steinhäuser                        | Rumunsko Ionel Petrov Carol Vereș Oprea Păunescu                                       | Sovětský svaz Vladimir Smirnov Valerij Polkovskij Igor Rudakov                       |
| 1966 | Bled             | Nizozemsko Hadriaan van Nes Jan van de Graaff Poul de Haan                          | Francie Jacques Morel Georges Morel Gilles Florent                                     | Itálie Primo Baran Renzo Sambo Enrico Pietropolli                                    |
| 1970 | St. Catherines   | Rumunská socialistická republika Ștefan Tudor Petre Ceapura Ladislau Lowrenschi (k) | Východní Německo Hartmut Schreiber Manfred Schmorde Klaus-Dieter Ludwig (k)            | Sovětský svaz Vladimir Ješinov Nikolaj Ivanov Valentin Kosticyn (k)                  |
| 1974 | Lucern           | Sovětský svaz Vladimir Ješinov Nikolaj Ivanov Alexandr Lukjanov (k)                 | Východní Německo Wolfgang Gunkel Jörg Lucke Klaus-Dieter Neubert (k)                   | Československo Oldřich Svojanovský Pavel Svojanovský Vladimír Petříček (k)           |
| 1975 | Nottingham       | Východní Německo Jörg Lucke Wolfgang Gunkel Bernd Fritsch (k)                       | Polsko Ryszard Stadniuk Grzegorz Stellak Ryszard Kubiak (k)                            | Západní Německo Thomas Hitzbleck Klaus Jäger Holger Hocke (k)                        |
| 1976 | Villach          | závod nebyl na programu                                                             | závod nebyl na programu                                                                | závod nebyl na programu                                                              |
| 1977 | Amsterdam        | Bulharská lidová republika Dimitar Janakiev Todor Mrankov Stefan Stojkov (k)        | Východní Německo Friedrich-Wilhelm Ulrich Harald Jährling Georg Spohr (k)              | Československo Karel Mejta Karel Neffe Jiří Pták (k)                                 |
| 1978 | Karapiro a Kodaň | Východní Německo Jürgen Pfeiffer Gert Uebeler Olaf Beyer (k)                        | Československo Karel Mejta Karel Neffe Jiří Pták (k)                                   | Polsko Adam Tomasiak Grzegorz Nowak Ryszard Kubiak (k)                               |
| 1979 | Bled             | Východní Německo Gert Uebeler Hermann Pfeifer Georg Spohr (k)                       | Československo Milan Škopek Josef Plamínek Oldřich Hejdušek (k)                        | USA Mark Borchelt Fred Borchelt Christopher Wells (k)                                |
| 1980 | Hazewinkel       | závod nebyl na programu                                                             | závod nebyl na programu                                                                | závod nebyl na programu                                                              |
| 1981 | Mnichov          | Itálie Carmine Abbagnale Giuseppe Abbagnale Giuseppe Di Capua (k)                   | Východní Německo Karsten Schmeling Jürgen Seyfarth Hendrik Reiher (k)                  | Spojené království Thomas Cadoux-Hudson Richard Budgett Adrian Ellison (k)           |
| 1982 | Lucern           | Itálie Carmine Abbagnale Giuseppe Abbagnale Giuseppe Di Capua (k)                   | Východní Německo Jürgen Seyfarth Karsten Schmeling Hendrik Reiher (k)                  | Československo Milan Doleček Milan Škopek Oldřich Hejdušek (k)                       |
| 1983 | Duisburg         | Východní Německo Thomas Greiner Ullrich Dießner Andreas Gregor (k)                  | Sovětský svaz Stasis Narušaitis Igor Majstrenko Petr Petrinič (k)                      | Itálie Carmine Abbagnale Giuseppe Abbagnale Giuseppe Di Capua (k)                    |
| 1984 | Montréal         | závod nebyl na programu                                                             | závod nebyl na programu                                                                | závod nebyl na programu                                                              |
| 1985 | Hazewinkel       | Itálie Carmine Abbagnale Giuseppe Abbagnale Giuseppe Di Capua (k)                   | Rumunská socialistická republika Dimitrie Popescu Vasile Tomoiagă Dumitru Răducanu (k) | Východní Německo Thomas Kessler Uwe Gasch Olaf Gerschau (k)                          |
| 1986 | Nottingham       | Spojené království Andrew Holmes Steve Redgrave Patrick Sweeney (k)                 | Itálie Carmine Abbagnale Giuseppe Abbagnale Giuseppe Di Capua (k)                      | Východní Německo Thomas Greiner Olaf Förster Udo Kühn (k)                            |
| 1987 | Kodaň            | Itálie Carmine Abbagnale Giuseppe Abbagnale Giuseppe Di Capua (k)                   | Spojené království Andrew Holmes Steve Redgrave Patrick Sweeney (k)                    | Rumunská socialistická republika Dimitrie Popescu Vasile Tomoiagă Marin Gheorghe (k) |
| 1988 | Milán            | závod nebyl na programu                                                             | závod nebyl na programu                                                                | závod nebyl na programu                                                              |
| 1989 | Bled             | Itálie Carmine Abbagnale Giuseppe Abbagnale Giuseppe Di Capua (k)                   | Rumunsko Dragos Neagu Ioan Snep Marin Gheorghe (k)                                     | Jugoslávie Milan Janša Robert Krasovec Gorazd Slilvnik (k)                           |
| 1990 | Lake Barrington  | Itálie Carmine Abbagnale Giuseppe Abbagnale Giuseppe Di Capua (k)                   | Španělsko Jose Ignacio Bugarin Pereira Ibon Urbieta Zubiria Gabriel De Marco (k)       | Jugoslávie Milan Janša Robert Krasovec Robert Erzen (k)                              |
| 1991 | Vídeň            | Itálie Carmine Abbagnale Giuseppe Abbagnale Giuseppe Di Capua (k)                   | Polsko Piotr Basta Tomasz Mruczkowski Bartosz Sroga (k)                                | Československo Michal Dalecký Dušan Macháček Oldřich Hejdušek (k)                    |
| 1992 | Montréal         | závod nebyl na programu                                                             | závod nebyl na programu                                                                | závod nebyl na programu                                                              |
| 1993 | Račice           | Spojené království Greg Searle Jonathan Searle Garry Herbert (k)                    | Itálie Carmine Abbagnale Giuseppe Abbagnale Giuseppe Di Capua (k)                      | Německo Michael Peter Thomas Woddow Kuno Hochhuth (k)                                |
| 1994 | Indianapolis     | Chorvatsko Igor Boraska Tihomir Franković Milan Razov (k)                           | Itálie Carmine Abbagnale Gioacchino Cascone Antonio Cirillo (k)                        | Rumunsko Nicolae Spîrcu Ioan Vizitiu Marin Gheorghe (k)                              |
| 1995 | Tampere          | Itálie Giuliano De Stabile Luca Sartori Antonio Cirillo (k)                         | Francie Antoine Béghin Laurent Béghin Christophe Lattaignant (k)                       | Belgie Frank Moortgat Dominique Verdeyen Benoit Ollemans (k)                         |
| 1996 | Motherwell       | Francie Luc Prevot Yannick Schulte Christophe Tellier (k)                           | Rumunsko Dimitrie Popescu Neculai Taga Dumitru Răducanu (k)                            | Nizozemsko Remco Schnieders Leofwin Visman Chun Wei Cheung (k)                       |
| 1997 | Aiguebelette     | USA Nicholas Anderson Scott Fentress Jordan Irving (k)                              | Austrálie David Cameron Nick Mcdonald-Crowley David Colvin (k)                         | Řecko Georgios Fotou Konstantinos Kariotis Lampros Rizos (k)                         |
| 1998 | Kolín nad Rýnem  | Austrálie Nick Green James Tomkins Brett Hayman (k)                                 | Itálie Gioacchino Cascone Rosario Gioia Gianluca Barattolo (k)                         | USA Nicholas Anderson Kurt Borcherding Philip Henry (k)                              |
| 1999 | Catharines       | USA James Neil Philip Henry Nicholas Anderson (k)                                   | Německo Joerg Diessner Enrico Schnabel Felix Erdmann (k)                               | Argentina Damian Ordas Walter Balunek Patricio Mouche (k)                            |
| 2000 | Záhřeb           | USA Matthew Guerrieri Kurt Borcherding Nicholas Anderson (k)                        | Rumunsko Daniel Mastacan Nicolaie Taga Marin Gheorghe (k)                              | Francie Vincent Maliszewski Bernard Roche Anthony Cornet (k)                         |
| 2001 | Lucern           | Spojené království James Cracknell Matthew Pinsent Neil Chugani (k)                 | Itálie Mattia Trombetta Lorenzo Carboncini Andrea Monizza (k)                          | Rumunsko Cornel Nemtoc Ioan Florariu Marin Gheorghe (k)                              |
| 2002 | Sevilla          | Německo Lars Krisch Andreas Werner Claus Müller-Gatermann (k)                       | USA Daniel Beery Dana Schmunk Joe Manion (k)                                           | Austrálie Tom Laurich Rob Jahrling Michael Toon (k)                                  |
| 2003 | Milán            | USA Matt Rich Daniel Beery Andrew Kelly (k)                                         | Austrálie Luke Pougnault Jonatan Fievez Marc Douez (k)                                 | Kanada Kevin Burt Geoff Hodgson Brian Price (k)                                      |
| 2004 | Banyoles         | Itálie Mattia Trombetta Mario Palmisano Luigi Longobardi (k)                        | Polsko Marcin Wika Piotr Basta Rafal Cholewinski (k)                                   | Dánsko Gunnar Levring Morten Nielsen Jacob Neergaard (k)                             |
| 2005 | Kaizu            | Austrálie Hardy Cubasch Sam Conrad Marc Douez (k)                                   | Itálie Dario Cerasola Edoardo Verzotti Manuel Belingerio (k)                           | USA Jordan Smith Micah Boyd Chase Phillips (k)                                       |
| 2006 | Eton Lake        | Srbsko a Černá Hora Nikola Stojić Jovan Popović Ivan Ninković (k)                   | Itálie FRAsco Gabriele Dario Cerasola Andrea Riva (k)                                  | Kanada James Byrnes Derek O'Farrell Brian Price (k)                                  |
| 2007 | Mnichov          | Polsko Dawid Paczes Lukasz Kardas Daniel Trojanowski (k)                            | Itálie FRAsco Gabriele Valerio Massimo Gianluca Barattolo (k)                          | Kanada Kristopher McDaniel Derek O'Farrell Brian Price (k)                           |
| 2008 | Ottensheim       | Kanada Gabriel Bergen James Dunaway Mark Laidlaw (k)                                | Francie Sebastien Lente Benjamin Lang Benjamin Manceau (k)                             | Austrálie Nick Baxter Fergus Pragnell Hugh Rawlinson (k)                             |
| 2009 | Poznaň           | USA Troy Kepper Henrik Rummel Marcus McElhenney (k)                                 | Česko Jakub Makovička Václav Chalupa Oldřich Hejdušek (k)                              | Německo Philipp Naruhn Florian Eichner Tim Berent (k)                                |
| 2010 | Karapiro         | Austrálie Christopher Morgan Dominic Grimm David Webster (k)                        | Itálie Paolo Perino Pierpaolo Frattini Andrea Lenzi (k)                                | Německo Maximilian Munski Filip Adamski Albert Kowert (k)                            |
| 2011 | Bled             | Itálie Vincenzo Capelli Pierpaolo Frattini Niccolò Fanchi (k)                       | Austrálie William Lockwood James Chapman David Webster (k)                             | Kanada Kevin Light Steve Van Knotsenburg Brian Price (k)                             |
| 2012 | Plovdiv          | Bělorusko Stanislau Shcharbachenia Aliaksandr Kazubouski Piotr Piatrynich (k)       | Francie Michael Molina Benjamin Lang Benjamin Manceau (k)                              | Kanada Kai Langerfeld Peter McClelland Dane Lawson (k)                               |
| 2013 | Čchungdžu        | Itálie Luca Parlato Vincenzo Abbagnale Enrico D'Aniello (k)                         | Německo Paul Schröter Bastian Bechler Jonas Wiesen (k)                                 | Francie Matthieu Moinaux Laurent Cadot Benjamin Manceau (k)                          |
| 2014 | Amsterdam        | Nový Zéland Eric Murray Hamish Bond Caleb Shepherd (k)                              | Spojené království Alan Sinclair Scott Durant Henry Fieldmann (k)                      | Německo Peter Kluge Alexander Egler Jonas Wiesen (k)                                 |
| 2015 | Aiguebelette     | Spojené království Nathaniel Reilly-O'Donnell Matthew Tarrant Henry Fieldman (k)    | Německo Jakob Schneider Clemens Ernsting Jonas Wiesen (k)                              | Srbsko Viktor Pivač Martin Mačković Luka Mladenović (k)                              |
| 2016 | Rotterdam        | Spojené království Oliver Cook Callum McBrierty Henry Fieldman (k)                  | Kanada Andrew Stewart-Jones Benjamin de Wit Kevin Chung (k)                            | Itálie Mario Paonessa Vincenzo Capelli Andrea Riva (k)                               |
| 2017 | Sarasota         | Maďarsko Adrián Juhász Béla Simon Andrea Vanda Kolláth (k)                          | Austrálie Darcy Wruck Angus Widdicombe James Rook (k)                                  | Německo Malte Grossmann Finn Schröder Jonas Wiesen (k)                               |

- ukončeno

### Čtyřka s kormidelníkem
| Rok  | Místo            | Zlato                                                                                                   | Stříbro | Bronz                                                                                                  |
| ---- | ---------------- | --- | --- | --- |
| 1962 | Lucern           | Německo Bernd-Jürgen Marschner Peter Neusel Bernhard Britting Manfred Ross Jürgen Oelke                 | Francie Jean Ledoux Emile Clerc André Sloth Pierre Maddaloni Alain Bouffard                                   | Sovětský svaz Boris Fjodorov Jurij Suslin Jurij Ťukalov Anatolij Fjodorov Igor Rudakov                 |
| 1966 | Bled             | Východní Německo Hanno Melzer Horst Bagdonat Helmut Hänsel Karl-Heinz Grzeschuchna Klaus-Dieter Ludwig  | Sovětský svaz Anatolij Tkačuk Vitalij Kurcenko Boris Kuzmin Vladimir Jevsejev Anatolij Losgin                 | Jugoslávie Boris Ercegovic Predrag Savic Ivo Juginovic Frane Kazija Ljubomir Curovic                   |
| 1970 | St. Catherines   | Západní Německo Peter Berger Hans-Johann Färber Gerhard Auer Alois Bierl Stefan Voncken (k)             | Východní Německo Bernd Meerbach Rolf Zimmermann Jochen Mietzner Karl-Heinz Prudöhl Karl-Heinz Danielowski (k) | Norsko Alf John Hansen Finn Tveter Tom Welo Petter Wærness Finn Aronsen (k)                            |
| 1974 | Lucern           | Východní Německo Andreas Schulz Rüdiger Kunze Ullrich Dießner Walter Dießner Wolfgang Groß (k)          | Sovětský svaz Gennadij Moskovskij Alexander Pljuškin Vladimir Vasiljev Anatolij Němtyrjov Igor Rudakov (k)    | Západní Německo Hans-Johann Färber Ralph CUBil Peter-Michael Kolbe Peter Niehusen Uwe Benter (k)       |
| 1975 | Nottingham       | Sovětský svaz Vladimir Ješinov Nikolaj Ivanov Alexandr Sema Alexandr Klepikov Alexandr Lukjanov (k)     | Východní Německo Andreas Schulz Rüdiger Kunze Walter Dießner Ullrich Dießner Wolfgang Groß (k)                | Západní Německo Hans-Johann Färber Ralph CUBil Dieter Knief Peter Niehusen Hartmut Wenzel (k)          |
| 1976 | Villach          | závod nebyl na programu                                                                                 | závod nebyl na programu                                                                                       | závod nebyl na programu                                                                                |
| 1977 | Amsterdam        | Východní Německo Dieter Wendisch Walter Dießner Gottfried Döhn Ullrich Dießner Andreas Gregor (k)       | Západní Německo Gabriel Konertz Wolfram Thiem Frank Schütze Klaus Meyer Helmut Sassenbach (k)                 | Bulharská lidová republika Cvetan Petkov Rumen Christov Nasko Markov Ivan Botev Nenko Dobrev (k)       |
| 1978 | Karapiro a Kodaň | Východní Německo Ullrich Dießner Gottfried Döhn Walter Dießner Dieter Wendisch Andreas Gregor (k)       | Západní Německo Wolf-Dieter Oschlies Wolfram Thiem Frank Schütze Gabriel Konertz Helmut Sassenbach (k)        | Bulharská lidová republika Rumen Christov Cvetan Petkov Nasko Markov Ivan Botev Nenko Dobrev (k)       |
| 1979 | Bled             | Východní Německo Bernd Schlufter Walter Dießner Jens Doberschütz Ullrich Dießner Werner Lutz (k)        | Sovětský svaz Artūrs Garonskis Dzintars Krišjānis Dimants Krišjānis Žoržs Tikmers Juris Bērziņš (k)           | Západní Německo Andreas Görlich Frank Schütze Wolfram Thiem Wolf-Dieter Oschlies Manfred Klein (k)     |
| 1980 | Hazewinkel       | závod nebyl na programu                                                                                 | závod nebyl na programu                                                                                       | závod nebyl na programu                                                                                |
| 1981 | Mnichov          | Východní Německo Dietmar Schiller Jörg Friedrich Bernd Niesecke Harald Jährling Klaus-Dieter Ludwig (k) | USA Andrew Sudduth Thomas Woodman John Everett Fred Borchelt Robert Jaugstetter (k)                           | Sovětský svaz Viktor Omeljanovič Dimants Krišjānis Dzintars Krišjānis Žoržs Tikmers Juris Bērziņš (k)  |
| 1982 | Lucern           | Východní Německo Thomas Greiner Hans Sennewald Ulrich Kons Ullrich Dießner Andreas Gregor (k)           | Československo Vojtěch Caska Josef Neštický Jan Kabrhel Karel Neffe Jiří Pták (k)                             | USA Andrew Sudduth Charles Altekruse John Everett Fred Borchelt Robert Jaugstetter (k)                 |
| 1983 | Duisburg         | Nový Zéland Conrad Robertson Gregory Johnston Keith Trask Leslie O’Connell Brett Hollister (k)          | Východní Německo Dietmar Schiller Jörg Friedrich Bernd Niesecke Bernd Eichwurzel Klaus-Dieter Ludwig (k)      | Sovětský svaz Sergej Frolov Jonas Pinskus Jonas Narmontas Vladimir Zemin Vladimir Nižegorodov (k)      |
| 1984 | Montréal         | závod nebyl na programu                                                                                 | závod nebyl na programu                                                                                       | závod nebyl na programu                                                                                |
| 1985 | Hazewinkel       | Sovětský svaz Sigitas Kučinskas Ivan Vysockij Vladimir Romanišin Igor Zotov Michail Sasov (k)           | Itálie Mario Lafranconi Giovanni Suarez Gino Iseppi Giuseppe Carando Siro Meli (k)                            | Východní Německo Dietmar Schiller Karsten Schmeling Bernd Niesecke Bernd Eichwurzel Hendrik Reiher (k) |
| 1986 | Nottingham       | Východní Německo Frank Klawonn Bernd Eichwurzel Bernd Niesecke Karsten Schmeling Hendrik Reiher (k)     | Nový Zéland Nigel Atherfold Bruce Holden Gregory Johnston Christopher White Andrew Bird (k)                   | USA Douglas Burden Chris Huntington Kurt Bausback John Walters Jonathan Fish (k)                       |
| 1987 | Kodaň            | Východní Německo Frank Klawonn Bernd Eichwurzel Bernd Niesecke Karsten Schmeling Hendrik Reiher (k)     | Sovětský svaz Viktor Omeljanovič Nikolaj Komarov Vasil Romanišin Valentin Gerasimenko Grigorij Dmitrenko (k)  | Itálie Antonio Maurogiovanni Giovanni Suarez Renato Gaeta Giuseppe Carando Dino Lucchetta (k)          |
| 1988 | Milán            | závod nebyl na programu                                                                                 | závod nebyl na programu                                                                                       | závod nebyl na programu                                                                                |
| 1989 | Bled             | Rumunsko Vasile Năstase Dimitrie Popescu Valentin Robu Vasile Tomoiagă Marin Gheorghe (k)               | Československo Michal Šubrt Pavel Menšík Dusan Vicik Dušan Macháček Jiří Pták (k)                             | Spojené království Steve Turner Matthew Pinsent Gavin Stewart Terence Dillon Thomas Vaughan (k)        |
| 1990 | Lake Barrington  | Východní Německo Bernd Eichwurzel Mario Gruessel Detlef Kirchhoff Stefan Schulz Hendrik Reiher (k)      | Západní Německo Wolfgang Klapheck Stefan Scholz Ansgar Wessling Volker Zimmermann Thomas Alt (k)              | Sovětský svaz Igor Bortnickij Sigitas Kučinskas Jonas Narmontas Vladimir Romanišin Petr Petrinič (k)   |
| 1991 | Vídeň            | Německo Armin Eichholz Bahne Rabe Matthias Ungemach Armin Weyrauch Jörg Dederding (k)                   | Rumunsko Dănuț Dobre Dragoș Neagu Valentin Robu Ioan Șnep Dumitru Răducanu (k)                                | Polsko Wojciech Jankowski Maciej Łasicki Jacek Streich Tomasz Tomiak Michał Cieślak (k)                |
| 1992 | Montréal         | závod nebyl na programu                                                                                 | závod nebyl na programu                                                                                       | závod nebyl na programu                                                                                |
| 1993 | Račice           | Rumunsko Dorin Alupei Iulică Ruican Nicolae Țaga Viorel Talapan Marin Gheorghe (k)                      | Česko Petr Blecha Michal Dalecký Jiří Šefčík Pavel Sokol Oldřich Hejdušek (k)                                 | Německo Stefan Forster Mark Kleinschmidt Ulrich Viefers Marc Weber Guido Groß (k)                      |
| 1994 | Indianapolis     | Rumunsko Valentin Robu Iulică Ruican Viorel Talapan Florian Tudor Marin Gheorghe (k)                    | USA Bill Cooper Adam Holland Edward Murphy Chris Swan Peter Cipollone (k)                                     | Nizozemsko Michiel Bartman Jochen Jansen Pim Vos Marc Eecen Kagan Turkcan (k)                          |
| 1995 | Tampere          | USA Chris Ahrens Peter Collins Ben Holbrook James Munn Peter Cipollone (k)                              | Nový Zéland Murdoch Dryden Andrew Matheson Chris McAsey CChris White Michael Whittaker (k)                    | Itálie Lorenzo Carboncini Luca Cavallini Ciro Liguori Rocco Pecoraro Vincenzo Di Palma (k)             |
| 1996 | Motherwell       | Rumunsko Dorin Alupei Claudiu Marin Iulică Ruican Viorel Talapan Alexei Raducanu (k)                    | Česko Dušan Businský Michal Dalecký Pavel Malinský Lubomír Skalický Oldřich Hejdušek (k)                      | Rusko Vladimir Andrejev Alexandr Litvinčev Gennadij Mulica Jevgenij Ovčarov Alexej Mitěnko (k)         |
| 1997 | Aiguebelette     | Francie Antoine Béghin Vincent Maliszewski Bernard Roche Laurent Béghin Christophe Lattaignant (k)      | Itálie Giuliano De Stabile Rosario Gioia FRAsco Mattei Mario Palmisano Gaetano Iannuzzi (k)                   | Spojené království Ed Coode Mark Johnson Garry McAdams Steve Trapmore David Chung (k)                  |
| 1998 | Kolín nad Rýnem  | Austrálie Drew Ginn Nick Green Mike McKay James Tomkins Brett Hayman (k)                                | Chorvatsko Denis Boban Igor Boraska Tihomir Franković Siniša Skelin Ratko Cvitanić (k)                        | Itálie Marco Bizzozero Dario Lari Giuseppe Musemeci Pasquale Panzarino Daniele Sorice (k)              |
| 1999 | Catharines       | USA Thomas Murray Daniel Protz Garrett Klugh Jacob Wetzel Sean Mulligan (k)                             | Spojené království Rick Dunn Jonny Searle Jonny Singfield Graham Smith Alistair Potts (k)                     | Rumunsko Ovidiu Cornea Vasile Mastacan Valentin Robu Nicolaie Taga Dumitru Răducanu (k)                |
| 2000 | Záhřeb           | Spojené království Rick Dunn Toby Garbett Graham Smith Steve Williams Alistair Potts (k)                | USA Ben Holbrook James Neil Garrett Klugh Ryan Torgerson Jeffrey Lindy (k)                                    | Německo Lars Erdmann Wolfram Huhn Lars Krisch Andreas Werner Joerg Dederding (k)                       |
| 2001 | Lucern           | Francie Gilles Bosquet Vincent Gazan Vincent Millot Sidney Chouraqui Cristophe Lattaignant (k)          | Itálie Luca Agamennoni Edoardo Verzotti Massimo Cascone Luca Ghezzi Gianluca Barattolo (k)                    | Spojené království Chris Martin Henry Adams Alex Partridge Dan Ouseley Peter Rudge (k)                 |
| 2002 | Sevilla          | Spojené království Tom Stallard Steve Trapmore Luka Grubor Kieran West Christian Cormack (k)            | Německo Arne Landgraf Martin Zobelt Jan Martin Broeer Klaus Rogge Stefan Lier (k)                             | Chorvatsko Igor Boraska Oliver Martinov Ivan Jukic Ninoslav Saraga Luka Travas (k)                     |
| 2003 | Milán            | USA Brian McDonough Matt Deakin Jason Flickinger Lucas McGee Marcus McElhenney (k)                      | Spojené království James Livingston Richard Egington Kieran West Tom Stallard Peter Rudge (k)                 | Německo Arne Landgraf Matthias Flach Jan Martin Broeer Klaus Rogge Stefan Lier (k)                     |
| 2004 | Banyoles         | Itálie Lorenzo Carboncini Stefano Introzzi Edoardo Verzotti Valerio Massimo Alessandro Speranza (k)     | Kanada Rob Weitemeyer Malcolm Howard Peter Dembicki Andrew Ireland Stephen Cheng (k)                          | USA Andrew Brennan Paul Daniels Steve Coppola Josh Inman Marcus McElhenney (k)                         |
| 2005 | Kaizu            | Francie Nicolas Podpovitny Vincent Durupt Alex Johnatan Mathis Lionel Jacquiot Nicolas Majerus (k)      | USA Troy Keeper Matt Hughes Patrick Sullivan Brett Newlin Marcus McElhenney (k)                               | Německo Toni Seifert Matthias Flach Johannes Doberschütz Falk Müller Martin Sauer (k)                  |
| 2006 | Eton Lake        | Německo Jan-Martin Bröer Matthias Flach Philipp Naruhn Florian Eichner Martin Sauer (k)                 | Kanada Max Lang Chris Aylard Robert Gibson Will Crothers Stephen Cheng (k)                                    | Nový Zéland James Dallinger Steven Cottle Paul Gerritsen Dane Boswell Daniel Quigley (k)               |
| 2007 | Mnichov          | USA Matt Deakin Daniel Beery Samuel Burns Christopher Liwski Edmund del Guercio (k)                     | Srbsko Marko Marjanović Jovan Popović Goran Jagar Nikola Stojić Saša Mimić (k)                                | Německo Florian Mennigen Stephan Koltzk Philipp Naruhn Matthias Flach Martin Sauer (k)                 |

- ukončeno po 2007

### Čtyřka bez kormidelníka lehkých vah
- Poprvé na MS 1974

| Rok  | Místo            | Zlato | Stříbro | Bronz |
| ---- | ---------------- | --- | --- | --- |
| 1974 | Lucern           | Austrálie Campbell Johnstone Andrew Michelmore Geoffrey Rees Colin Smith                                       | Nizozemsko Los Hans Pieterman Jannes Bruyn Hans Lycklama                                                    | USA Andrew Washburn Barry Selick James Ehrmann Peter Huntsman                                                |
| 1975 | Nottingham       | Francie Francis Pelegri Michel Picard André Coupat André Picard                                                | Spojené království Nicholas Tee Graeme Hall Christopher Drury Daniel Topolski                               | Austrálie Campbell Johnstone Andrew Michelmore Geoffrey Rees Colin Smith                                     |
| 1976 | Villach          | Francie André Picard Michel Picard André Coupat Francis Pelegri                                                | Norsko Pal Boernick Olaf Solberg Per Arne Steen Edd Hillstad                                                | Dánsko Djon Andersen Bent Fransson Aage Hansen Torben Hansen                                                 |
| 1977 | Amsterdam        | Francie André Picard Michel Picard André Coupat Francis Pelegri                                                | Austrálie Colin Smith Peter Antonie Simon Gillett Geoffrey Rees                                             | Nizozemsko Hans Lycklama Hans Povel Hans Pieterman Ge Schous                                                 |
| 1978 | Karapiro a Kodaň | Švýcarsko Michael Raduner Thomas von Weissenfluh Pierre Zentner Pierre Kovacs                                  | Nizozemsko Peter van Berkel Willem Appeldoorn Richard Helsloot Paul Paulsen                                 | Austrálie Vaughan Bollen Peter Antonie Simon Gillett Geoffrey Rees                                           |
| 1979 | Bled             | Spojené království Ian Wilson Stuart Wilson Colin Barratt Nicholas Howe                                        | Nizozemsko Peter van Berkel Willem Appeldoorn Richard Helsloot Paul Paulsen                                 | Švýcarsko Reto Wyss Thomas von Weissenfluh Pierre Zentner Pierre Kovacs                                      |
| 1980 | Hazewinkel       | Austrálie Graham Gardiner Charles Bartlett Clyde Hefer Simon Gillett                                           | Dánsko Mogens Rasmussen Juul Søren Christensen Jan Christensen Kim Hagsted                                  | Spojené království Antony Richardson Andrew Cusack Duncan Innes Colin Cusack                                 |
| 1981 | Mnichov          | Austrálie Graham Gardiner Charles Bartlett Clyde Hefer Simon Gillett                                           | Nizozemsko Peter van Berkel Richard Helsloot Willem Appeldoorn Paul Paulsen                                 | Kanada Rob Gibson Timothy Turner James Relle Patrick Turner                                                  |
| 1982 | Lucern           | Itálie Marco Romano Daniele Boschin Paolo Martinelli Pasquale Aiese                                            | Španělsko Guillermo Müller Gascón José María de Marco Pérez Enrique Briones Pérez Luis María Moreno Perpiñá | Dánsko Mikael Espersen Flemming Jensen Lars Porneki Kim Hagsted                                              |
| 1983 | Duisburg         | Španělsko Alberto Molina Castillo Luis María Moreno Perpiñá José María de Marco Pérez Juan María Altuna Muñoa  | Spojené království Christopher Bates Carl Smith Ian Wilson Stuart Forbes                                    | Dánsko Richard Biller Michael Djervig Vagn Nielsen Karsten Kobbernagel                                       |
| 1984 | Montréal         | Španělsko Fernando Molina Castillo José María de Marco Pérez Luis María Moreno Perpiñá Alberto Molina Castillo | Západní Německo Wolfgang Birkner Thomas Jaeckel Frank Rogall Ansgar Wessling                                | Spojené království Christopher Bates Carl Smith Ian Wilson Stuart Forbes                                     |
| 1985 | Hazewinkel       | Západní Německo Alwin Otten Frank Rogall Thomas Jaeckel Wolfgang Birkner                                       | Itálie Franco Pantano Dario Longhin Nerio Gainotti Mauro Torta                                              | USA Edward Gribbin Charles Cobbs Michael Morrison Fred Michini                                               |
| 1986 | Nottingham       | Itálie Franco Pantano Dario Longhin Nerio Gainotti Mauro Torta                                                 | Spojené království Christopher Bates Peter Haining Neil Staite Stuart Forbes                                | Španělsko Fernando Molina Castillo José María de Marco Pérez Carlos Muniesa Ferrero Alberto Molina Castillo  |
| 1987 | Kodaň            | Západní Německo Thomas Palm Erik Ring Gerd Meyer Sebastian Franke                                              | Spojené království Christopher Bates Peter Haining Neil Staite Stuart Forbes                                | Itálie Franco Pantano Dario Longhin Nerio Gainotti Mauro Torta                                               |
| 1988 | Milán            | Itálie Mauro Torta Dario Longhin Massimo Lana Nerio Gainotti                                                   | Spojené království Rob Williams Nicholas Howe Richard Metcalf Michael Diserens                              | Západní Německo Thomas Palm Erik Ring Gerd Meyer Sebastian Franke                                            |
| 1989 | Bled             | Západní Německo Klaus Altena Stephan Fahrig Michael Buchheit Bernhard Stomporowski                             | Itálie Nerio Gainotti Alfredo Striani Dario Longhin Mauro Torta                                             | Spojené království Nicholas Strange Nicholas Howe Rob Williams Stuart Forbes                                 |
| 1990 | Lake Barrington  | Západní Německo Klaus Altena Michael Buchheit Stephan Fahrig Bernhard Stomporowski                             | Francie Stephane Guerinot Laurent Irazusta Benoit Masson Jose Oyarzabal                                     | Nizozemsko Frank Gerritse Pim Laken Mark Emke Han de Regt                                                    |
| 1991 | Vídeň            | Spojené království Christopher Bates Toby Hessian Tom Kay Carl Smith                                           | Itálie Sabino Bellomo Franco Cattaneo Danilo Fraquelli Alfredo Striani                                      | Španělsko Juan Luis Aguirre Barco Fernando Climent Huerta José María de Marco Pérez Fernando Molina Castillo |
| 1992 | Montréal         | Spojené království Christopher Bates Toby Hessian Tom Kay Carl Smith                                           | Itálie Sabino Bellomo Franco Cattaneo Danilo Fraquelli Alfredo Striani                                      | Francie Sebastien Bel Stephane Guerinot Benoit Masson Jose Oyarzabal                                         |
| 1993 | Račice           | USA Thomas Beetham Matthew Collins Christopher Kerber Jonathan Moss                                            | Švýcarsko Markus Feusi Reto Fierz Nicolai Kern Hubert Wagner                                                | Itálie Sabino Bellomo Franco Cattaneo Danilo Fraquelli Alfredo Striani                                       |
| 1994 | Indianapolis     | Dánsko Eskild Ebbesen Victor Feddersen Niels Henriksen Thomas Poulsen                                          | Austrálie Bruce Hick Gary Lynagh James Seppelt Andrew Stunnel                                               | Německo Stephan Fahrig Oliver Rau Bernhard Stomporowski Martin Weiß                                          |
| 1995 | Tampere          | Itálie Carlo Gaddi Leonardo Pettinari Andrea Re Ivano Zasio                                                    | Dánsko Eskild Ebbesen Victor Feddersen Niels Henriksen Thomas Poulsen                                       | Německo Michael Buchheit Oliver Rau Bernhard Stomporowski Martin Weiß                                        |
| 1996 | Motherwell       | závod nebyl na programu                                                                                        | závod nebyl na programu                                                                                     | závod nebyl na programu                                                                                      |
| 1997 | Aiguebelette     | Dánsko Eskild Ebbesen Thomas Ebert Victor Feddersen Thomas Poulsen                                             | Francie Xavier Dorfman Yves Hocdé Frederic Pinon Laurent Porchier                                           | Německo Roland Händle Jan Herzog Marcus Mielke Martin Weiß                                                   |
| 1998 | Kolín nad Rýnem  | Dánsko Eskild Ebbesen Thomas Ebert Victor Feddersen Thomas Poulsen                                             | Francie Xavier Dorfman Yves Hocdé Frederic Pinon Laurent Porchier                                           | Austrálie Darren Balmforth Simon Burgess Anthony Edwards Robert Richards                                     |
| 1999 | Catharines       | Dánsko Eskild Ebbesen Thomas Ebert Victor Feddersen Thomas Poulsen                                             | Austrálie Darren Balmforth Simon Burgess Anthona Edwards Bob Richards                                       | Francie Jean-David Bernard Xavier Dorfman Yves Hocdé Laurent Porchier                                        |
| 2000 | Záhřeb           | závod nebyl na programu                                                                                        | závod nebyl na programu                                                                                     | závod nebyl na programu                                                                                      |
| 2001 | Lucern           | Rakousko Sebastian Sageder Bernd Wakolbinger Wolfgang Sigl Martin Kobau                                        | Dánsko Thomas Ebert Thor Kristensen Soeren Madsen Eskild Ebbesen                                            | Francie Laurent Porchier Jean-Christophe Bette Yves Hocdé Xavier Dorfman                                     |
| 2002 | Sevilla          | Dánsko Thor Kristensen Thomas Ebert Stephan Moelvig Eskild Ebbesen                                             | Itálie Lorenzo Bertini Catello Amarante Salvatore Amitrano Bruno Mascarenhas                                | Kanada Douglas Vandor Iain Brambell Jonathan Mandick Gavin Hassett                                           |
| 2003 | Milán            | Dánsko Thor Kristensen Thomas Ebert Stephan Mølvig Eskild Ebbesen                                              | Nizozemsko Gerard van der Linden Ivo Snijders Karel Dormans Joeri De groot                                  | Itálie Lorenzo Bertini Catello Amarante Salvatore Amitrano Bruno Mascarenhas                                 |
| 2004 | Banyoles         | závod nebyl na programu                                                                                        | závod nebyl na programu                                                                                     | závod nebyl na programu                                                                                      |
| 2005 | Kaizu            | Francie Franck Solforosi Jeremy Pouge Jean-Christophe Bette Fabien Tilliet                                     | Irsko Timmy Harnedy Eugene Coakley Richard Archibald Paul Griffin                                           | Itálie Lorenzo Bertini Salvatore Di Somma Elia Luini Bruno Mascarenhas                                       |
| 2006 | Eton Lake        | Čína Huang Zhongming Wu Chongkui Lin Zhang Tian Jun                                                            | Francie Franck Solforosi Jeremy Pouge Jean-Christophe Bette Fabien Tilliet                                  | Irsko Gearoid Towey Eugene Coakley Richard Archibald Paul Griffin                                            |
| 2007 | Mnichov          | Spojené království Richard Chambers James Lindsay-Fynn Paul Mattick James Clarke                               | Francie Franck Solforosi Jeremy Pouge Jean-Christophe Bette Fabien Tilliet                                  | Itálie Jiri Vlcek Catello Amarante Salvatore Amitrano Bruno Mascarenhas                                      |
| 2008 | Ottensheim       | závod nebyl na programu                                                                                        | závod nebyl na programu                                                                                     | závod nebyl na programu                                                                                      |
| 2009 | Poznaň           | Německo Matthias Schömann-Finck Jost Schömann-Finck Jochen Kühner Martin Kühner                                | Dánsko Christian Pedersen Jens Vilhelmsen Kasper Winther Morten Jørgensen                                   | Polsko Łukasz Pawłowski Łukasz Siemion Miłosz Bernatajtys Paweł Rańda                                        |
| 2010 | Karapiro         | Spojené království Richard Chambers Paul Mattick Rob Williams Chris Bartley                                    | Austrálie Anthony Edwards Samuel Beltz Blair Tunevitsch Todd Skipworth                                      | Čína Li Lei Yu Chenggang Huang Zhe Li Zhongwei                                                               |
| 2011 | Bled             | Austrálie Anthony Edwards Samuel Beltz Benjamin Cureton Todd Skipworth                                         | Itálie Daniele Danesin Andrea Caianiello Marcello Miani Martino Goretti                                     | Spojené království Richard Chambers Chris Bartley Paul Mattick Rob Williams                                  |
| 2012 | Plovdiv          | závod nebyl na programu                                                                                        | závod nebyl na programu                                                                                     | závod nebyl na programu                                                                                      |
| 2013 | Čchungdžu        | Dánsko Kasper Winther Jacob Larsen Jacob Barsøe Morten Jørgensen                                               | Nový Zéland James Hunter James Lassche Peter Taylor Curtis Rapley                                           | Spojené království Adam Freeman-Pask William Fletcher Jonathan Clegg Chris Bartley                           |
| 2014 | Amsterdam        | Dánsko Kasper Winther Jørgensen Jacob Larsen Jacob Barsøe Morten Jørgensen                                     | Nový Zéland James Hunter Alistair Bond Peter Taylor Peter Rapley                                            | Spojené království Mark Aldred Peter Chambers Richard Chambers Chris Bartley                                 |
| 2015 | Aiguebelette     | Švýcarsko Lucas Tramèr Simon Schürch Simon Niepmann Mario Gyr                                                  | Dánsko Kasper Winther Jens Vilhelmsen Jacob Barsøe Jacob Larsen                                             | Francie Franck Solforosi Thomas Baroukh Thibault Colard Guillaume Raineau                                    |
| 2016 | Rotterdam        | závod nebyl na programu                                                                                        | závod nebyl na programu                                                                                     | závod nebyl na programu                                                                                      |
| 2017 | Sarasota         | Itálie Federico Duchich Leone Barbaro Lorenzo Tedesco Piero Sfiligoi                                           | Rusko Maxim Telitcyn Alexandr Bogdašin Alexandr Čaukin Alexej Vikulin                                       | Německo Patrik Stöcker Sven Kessler Jonathan Koch Julius Peschel                                             |

- ukončeno po MS 2017.